# Kampania wschodnioafrykańska w czasie II wojny światowej
Kampania wschodnioafrykańska (znana również jako kampania abisyńska) – długotrwała kampania wojenna prowadzona w Afryce Wschodniej podczas II wojny światowej przez aliantów, głównie Wielką Brytanię i jej wojska kolonialne, przeciwko Włochom i oddziałom wojskowym Włoskiej Afryki Wschodniej od czerwca 1940 do listopada 1941 roku. Kampanię prowadziło brytyjskie Dowództwo Bliskiego Wschodu (ang. Middle East Command) z oddziałami z metropolii, a także Związku Południowej Afryki, Indii Brytyjskich, Protektoratu Ugandy, Kenii, Somali Brytyjskiego, Afryki Zachodniej, Rodezji Północnej i Południowej, Sudanu oraz Nyasalandu. Dołączyły do nich siły Konga Belgijskiego, cesarz Etiopii Haile Selassie I z jego antywłoskim ruchem oporu oraz niewielka jednostka Wolnych Francuzów.
Włoska Afryka Wschodnia była broniona przez Dowództwo Włoskich Sił Zbrojnych Afryki Wschodniej (wł. Comando Forze Armate dell'Africa Orientale Italiana), z jednostkami Regio Esercito (Armii Królewskiej), Regia Aeronautica (Królewskich Sił Powietrznych) i Regia Marina (Królewskiej Marynarki Wojennej). Siły włoskie obejmowały także około 250 000 żołnierzy Regio Corpo Truppe Coloniali (Królewskiego Korpusu Wojsk Kolonialnych), rekrutowanych z ludności miejscowej, dowodzonych przez włoskich oficerów i podoficerów. Z uwagi na to, że Wielka Brytania kontrolowała Kanał Sueski, po rozpoczęciu działań wojennych siły włoskie zostały odcięte od dostaw zaopatrzenia i posiłków z ojczyzny.
13 czerwca 1940 roku rozpoczął się włoski rajd na bazę 237 Rodezyjskiego Dywizjonu RAF pod Wajir w Kenii i trwał aż do wyparcia sił włoskich z Kenii i Sudanu przez Somali, Erytreę i Etiopię w 1940 i na początku 1941 roku. Większość sił włoskich w regionie poddała się po bitwie o Gondar w listopadzie 1941 r., z wyjątkiem małych grup, które toczyły wojnę partyzancką w Etiopii przeciwko Brytyjczykom aż do kapitulacji Włoch we wrześniu 1943 r. Kampania w Afryce Wschodniej była pierwszym strategicznym zwycięstwem aliantów w II wojnie światowej; niewiele sił włoskich ewakuowało się z obszaru walk, aby można je było wykorzystać w kolejnych kampaniach, a klęska Włoch znacznie ułatwiła przepływ zaopatrzenia dla aliantów przez Morze Czerwone do Egiptu. Po zwycięstwie większość sił Wspólnoty Narodów została przeniesiona do Afryki Północnej, aby wziąć udział w kampanii na Pustyni Libijskiej.

## Tło sytuacyjne

### Włoska Afryka Wschodnia
9 maja 1936 r. włoski dyktator Benito Mussolini ogłosił powstanie Włoskiej Afryki Wschodniej (wł. Africa Orientale Italiana, AOI) utworzonej z Etiopii zajętej po II wojnie włosko-abisyńskiej oraz kolonii włoskiej Erytrei i Somali włoskiego. 10 czerwca 1940 r. Mussolini wypowiedział wojnę Wielkiej Brytanii i Francji, co spowodowało, że włoskie siły zbrojne w Libii stały się zagrożeniem dla Egiptu, a wojska stacjonujące we Włoskiej Afryce Wschodniej dla kolonii brytyjskich i francuskich w tej części Czarnego Lądu. Włoska marynarka wojenna zamknęła ponadto Morze Śródziemne dla alianckich statków handlowych i zagroziła brytyjskim szlakom morskim wzdłuż wybrzeży Afryki Wschodniej, Zatoki Adeńskiej, Morza Czerwonego i Kanału Sueskiego (Królestwo Egiptu pozostało neutralne podczas II wojny światowej, ale warunki traktatu anglo-egipskiego z 1936 r. pozwoliły Brytyjczykom zatrzymać swoje wojska w Egipcie i Sudanie Anglo-Egipskim). Egipt, Kanał Sueski, Somali Francuskie (obecnie Dżibuti) i Somali Brytyjskie (obecnie Somaliland) były również narażone na inwazję, ale Comando Supremo (włoski sztab generalny) planował tam działania wojenne dopiero po 1942 roku; latem 1940 roku Włochy były dalekie od gotowości do długiej wojny czy okupacji dużych obszarów Afryki.

#### Regio Esercito

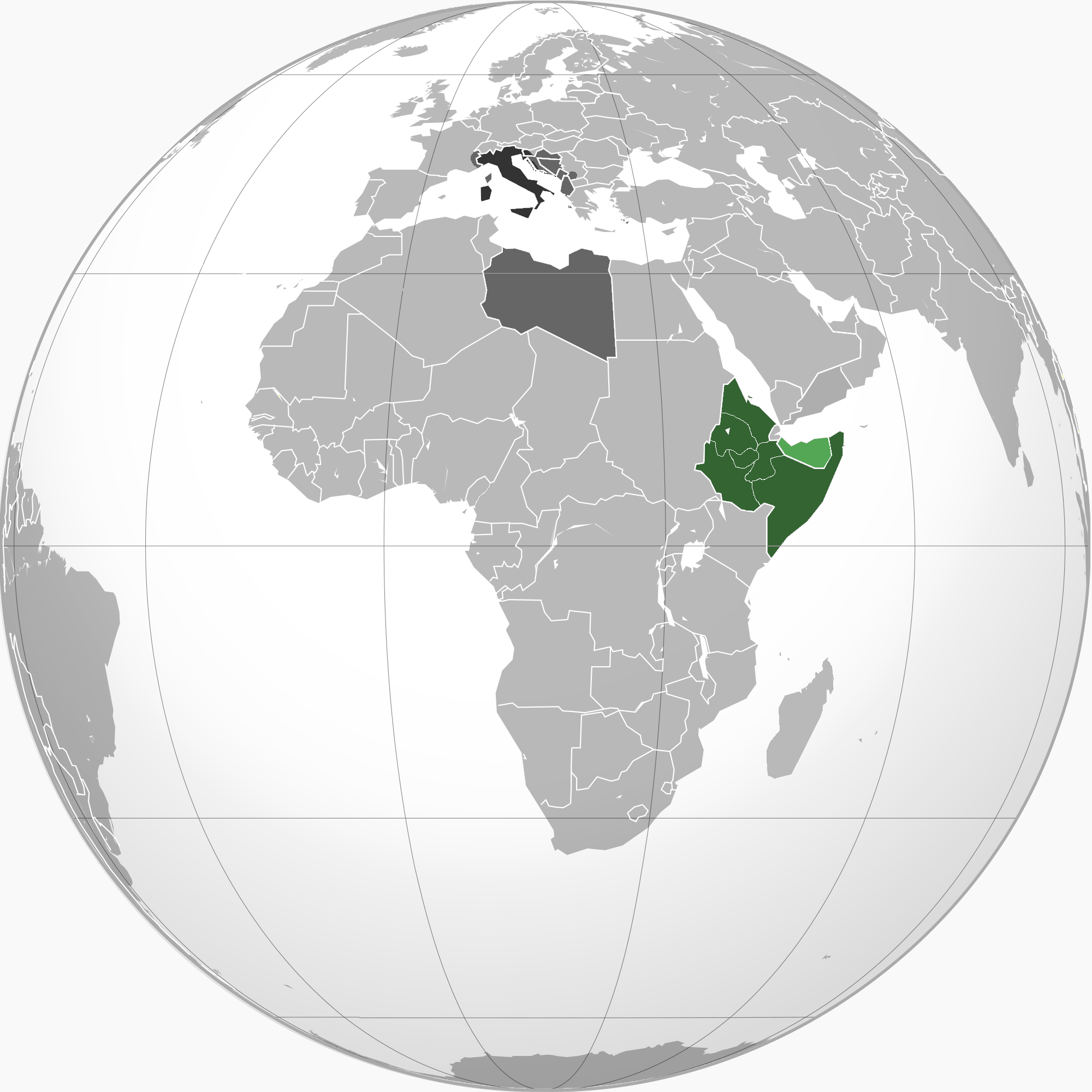
Włoskie kolonie po aneksji Somali Brytyjskiego, 1940 r.

Amedeo d’Aosta został mianowany wicekrólem i gubernatorem generalnym Włoskiej Afryki Wschodniej w listopadzie 1937 r. i kwaterował w Addis Abebie, stolicy Etiopii. 1 czerwca 1940 roku, jako zwierzchnik Dowództwa Włoskich Sił Zbrojnych Afryki Wschodniej i generał Sił Powietrznych, książę Aosty miał pod komendą ok. 290 476 żołnierzy kolonialnych i włoskich (w tym personel marynarki wojennej oraz sił powietrznych). Do 1 sierpnia mobilizacja zwiększyła liczbę dostępnych żołnierzy do 371 053. 10 czerwca armia włoska została zorganizowana w cztery dowództwa:
- Sektor północny, okolice Asmary;
  - Erytrea, generał broni Luigi Frusci;
- Sektor południowy, wokół Dżimmy;
  - Etiopia, generał Pietro Gazzera;
- Sektor wschodni, generał Guglielmo Nasi (granice francuskiego i brytyjskiego Somali);
- Sektor Giuba, generał broni Carlo De Simone, południowa Somalia niedaleko Kismayo, Somali Włoskie.

Włoska Afryka Wschodnia, maj 1940 r., przed podbojem Somali Brytyjskiego

Książę Aosty miał do dyspozycji także: dwie dywizje metropolitalne, 40 Dywizję Piechoty „Cacciatori d'Africa” i 65 Dywizję Piechoty „Granatieri di Savoia”, batalion Alpini (elitarny oddział górski), batalion piechoty zmotoryzowanej bersalierów, kilka batalionów Czarnych Koszul (Milicji Kolonialnej) i mniejsze jednostki. Około 70 procent żołnierzy włoskich rekrutowało się spośród miejscowych Askarysów. Regularne bataliony erytrejskie i Królewski Korpus Wojsk Kolonialnych były jednymi z najlepszych włoskich jednostek w Afryce Wschodniej i obejmowały kawalerię erytrejską „Penne di Falco”, która później zasłynęła takimi wyczynami, jak szarża na wojska brytyjskie i Wspólnoty Narodów, w czasie której kawalerzyści rzucali w galopie granaty ręczne. Większość żołnierzy kolonialnych została zwerbowana, wyszkolona i wyposażona do tłumienia rebelii w koloniach, chociaż somalijscy dubaci byli pożyteczną lekką piechotą i harcownikami. Działając w nieregularnych oddziałach, byli wytrzymali i mobilni, znali teren i doskonale sprawdzali się jak zwiadowcy i sabotażyści, chociaż czasami myleni byli z Shifta, członkami lokalnych band, które rabowały i mordowały miejscową ludność. Gdy Włochy przystąpiły do wojny, została utworzona także 100-osobowa kompania z niemieckich mieszkańców Afryki Wschodniej i zagubionych niemieckich marynarzy. 
Siły włoskie w Afryce Wschodniej były wyposażone w około 3313 ciężkich karabinów maszynowych, 5313 karabinów maszynowych, 24 czołgi średnie M11/39, 39 tankietek L3/35, 126 samochodów pancernych i 824 działa, 24 działa przeciwlotnicze 20 mm, 71 moździerzy 81 mm i 672 800 karabinów. Włosi mieli niewielkie możliwości uzupełnienia sił lub zaopatrzenia, co doprowadziło do poważnych niedoborów w trakcie kampanii, zwłaszcza amunicji. Czasami do somalijskich portów przyprowadzano zagraniczne statki handlowe schwytane przez niemieckich piratów na Oceanie Indyjskim, ale ich ładunki nie zawsze były przydatne dla włoskich wysiłków wojennych. Przykładowo 22 listopada 1940 r. jugosłowiański parowiec „Durmitor”, przechwycony przez niemiecki krążownik pomocniczy „Atlantis”, wpłynął do Warsheikh z ładunkiem soli i kilkuset więźniami kryminalnymi.

#### Regia Aeronautica

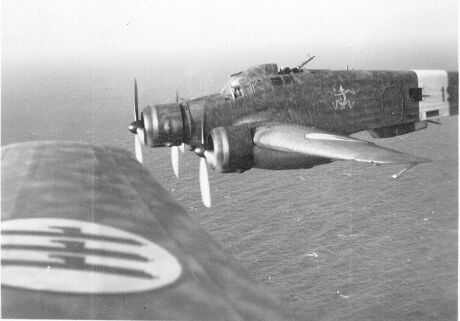
Formacja włoskich bombowców Savoia-Marchetti SM.79

Dowództwo Lotnictwa Włoskiej Afryki Wschodniej (Comando Aeronautica Africa Orientale Italiana, CAAOI) (generał Pietro Pinna) z siedzibą w Addis Abebie posiadało trzy dowództwa sektorowe odpowiadające frontom lądowym:
- Dowództwo Sektora Lotniczego Północ (Comando Settore Aeronautico Nord)
- Dowództwo Sektora Lotniczego Wschód (Comando Settore Aeronautico Est)
- Dowództwo Sektora Lotniczego Południe (Comando Settore Aeronautico Sud)

W czerwcu 1940 r. we Włoskiej Afryce Wschodniej znajdowały się 323 samoloty. Lotnictwo bombowe uformowane było w 15 dywizjonów po 6 samolotów każdy: sześć dywizjonów lekkich bombowców Caproni Ca.133, siedem dywizjonów ciężkich bombowców Savoia-Marchetti SM.81 i dwa dywizjony Savoia-Marchetti SM.79s. Cztery dywizjony myśliwskie miały razem 36 samolotów, w tym dwa liczące po 9 samolotów dywizjony Fiat CR.32 i dwa złożone również z 9 maszyn dywizjony Fiat CR.42; CAAOI dysponował także jednym dywizjonem rozpoznawczym z 9 samolotami IMAM Ro.37. 183 samoloty znajdowały się w służbie liniowej, a kolejnych 140 w rezerwie, z których tylko 59 było sprawnych, a 81 niezdatnych do użytku.
W chwili wybuchu wojny CAAOI posiadała 10 700 ton paliwa lotniczego, 5300 ton bomb i 8620 000 nabojów do działek. Konserwacja samolotów i silników była prowadzona w głównych bazach lotniczych oraz w warsztatach Caproni i Piaggio, które każdego miesiąca mogły naprawiać około piętnastu poważnie uszkodzonych samolotów i silników, a ponadto więcej średnio i lekko uszkodzonych. Włosi mieli rezerwy pozwalające na zastąpienie 75% samolotów na linii frontu, ale brakowało im części zamiennych, dlatego wiele maszyn zostało rozebranych na części, aby inne uczynić zdolnymi do działania. Jakość jednostek lotniczych była zróżnicowana; Włosi dysponowali tylko jednym nowoczesnym bombowcem, podczas gdy myśliwiec CR.32 był już bardzo przestarzały. Niedostatki techniczne w pewnym stopniu rekompensował fakt, że Regia Aeronautica w Afryce Wschodniej miała kadrę wysoce doświadczonych weteranów hiszpańskiej wojny domowej. Flotę transportową stanowiło dziewięć maszyn Savoia-Marchetti SM.73, dziewięć Ca.133, sześć Ca.148 (przedłużona wersja Ca.133) i Fokker F.VII, który utrzymywał łączność wewnętrzną i przewoził pilne przesyłki oraz personel pomiędzy sektorami.

#### Regia Marina

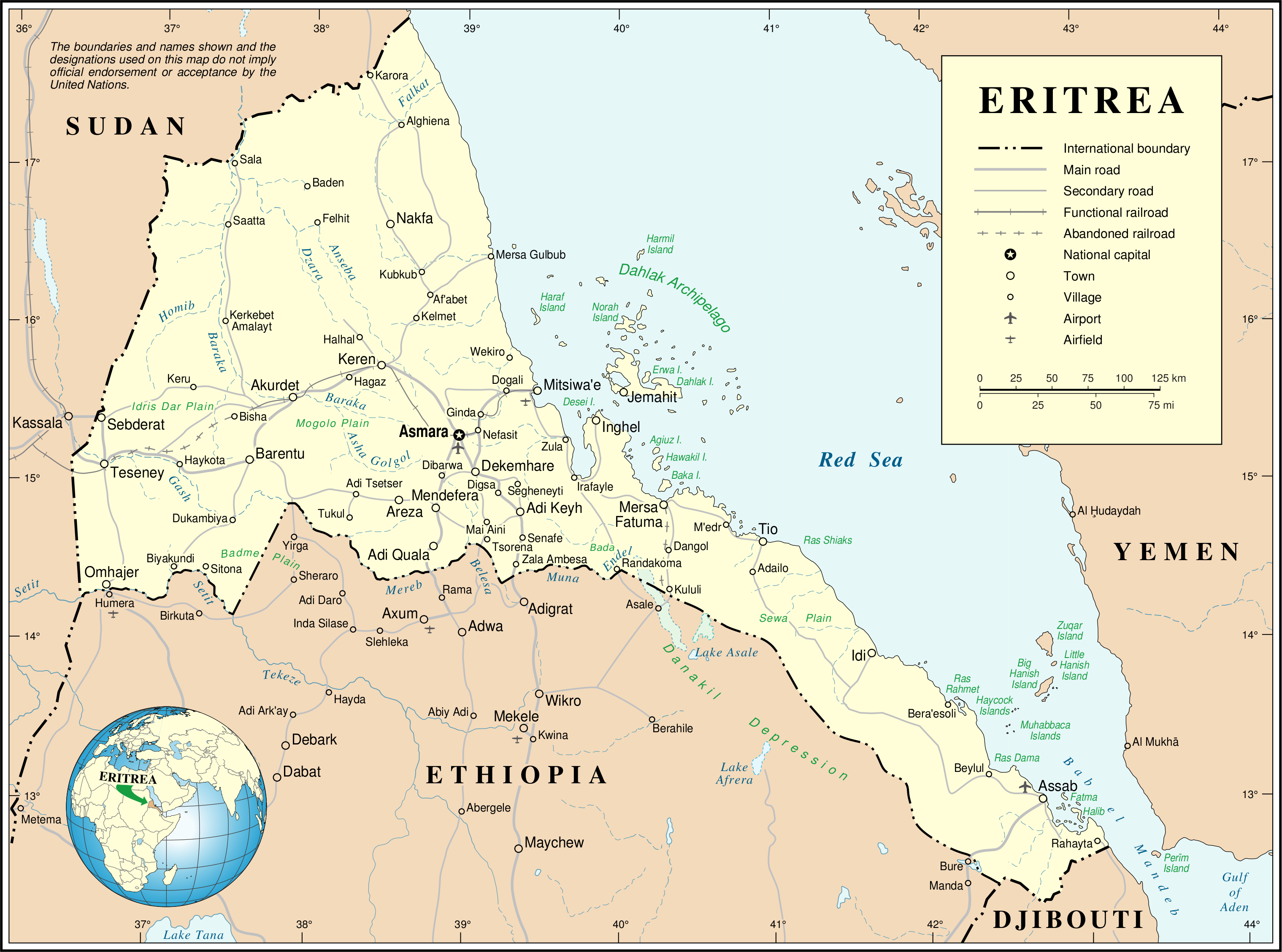
Współczesna mapa Erytrei przedstawiająca Massawę (po angielsku Mitsiwa'e)

Od 1935 do 1940 roku Regia Marina wprowadzała plany oceanicznej „floty ratunkowej” (Flotta d'evasione) wyposażonej do służby w tropikach. Plany wahały się od 3 pancerników, lotniskowca, 12 krążowników, 36 niszczycieli i 30 okrętów podwodnych, po bardziej realistyczne 2 krążowniki, 8 niszczycieli i 12 okrętów podwodnych. Nawet niższe założenia okazały się jednak zbyt kosztowne i w 1940 roku Włoska Flotylla Morza Czerwonego miała zaledwie siedem starzejących się niszczycieli, sformowanych w 5 Dywizję Niszczycieli z niszczycielami typu Leone: „Pantera”, „Leone” i „Tigre” oraz 3 Dywizję Niszczycieli z niszczycielami typu Sauro: „Cesare Battisti”, „Francesco Nullo”, „Nazario Sauro” i „Daniele Manin”. Stacjonowały tam także dwa stare niszczyciele obrony lokalnej (łodzie torpedowe) „Orsini” i „Acerbi” i dywizjon pięciu MAS, motorowych łodzi torpedowych z czasów I wojny światowej.
Do floty należało też osiem nowoczesnych okrętów podwodnych („Archimede”, „Galileo Ferraris”, „Galileo Galilei”, „Evangelista Torricelli”, „Luigi Galvani”, „Guglielmotti”, „Macallé” i „Perla”). Flotylla ta stacjonowała w Massawie w Erytrei nad Morzem Czerwonym. Port łączył Europę okupowaną przez państwa Osi oraz obiekty morskie we włoskiej strefie koncesyjnej w Tiencinie w Chinach. W Assab w Erytrei i Mogadiszu w Somali Włoskim istniało ograniczone zaplecze portowe. Kiedy trasa śródziemnomorska została zamknięta dla alianckich statków handlowych w kwietniu 1940 r., włoskie bazy morskie w Afryce Wschodniej były dobrze przygotowane do ataków na konwoje w drodze do Suezu, płynące wzdłuż wschodniego wybrzeża Afryki i przez Morze Czerwone, zwłaszcza włoskie okręty podwodne zamykały Brytyjczykom drogę przez Morze Czerwone. Ograniczone zasoby we Włoskiej Afryce Wschodniej miały pozwolić przetrwać wojnę trwającą około sześciu miesięcy.

### Morze Śródziemne i Bliski Wschód

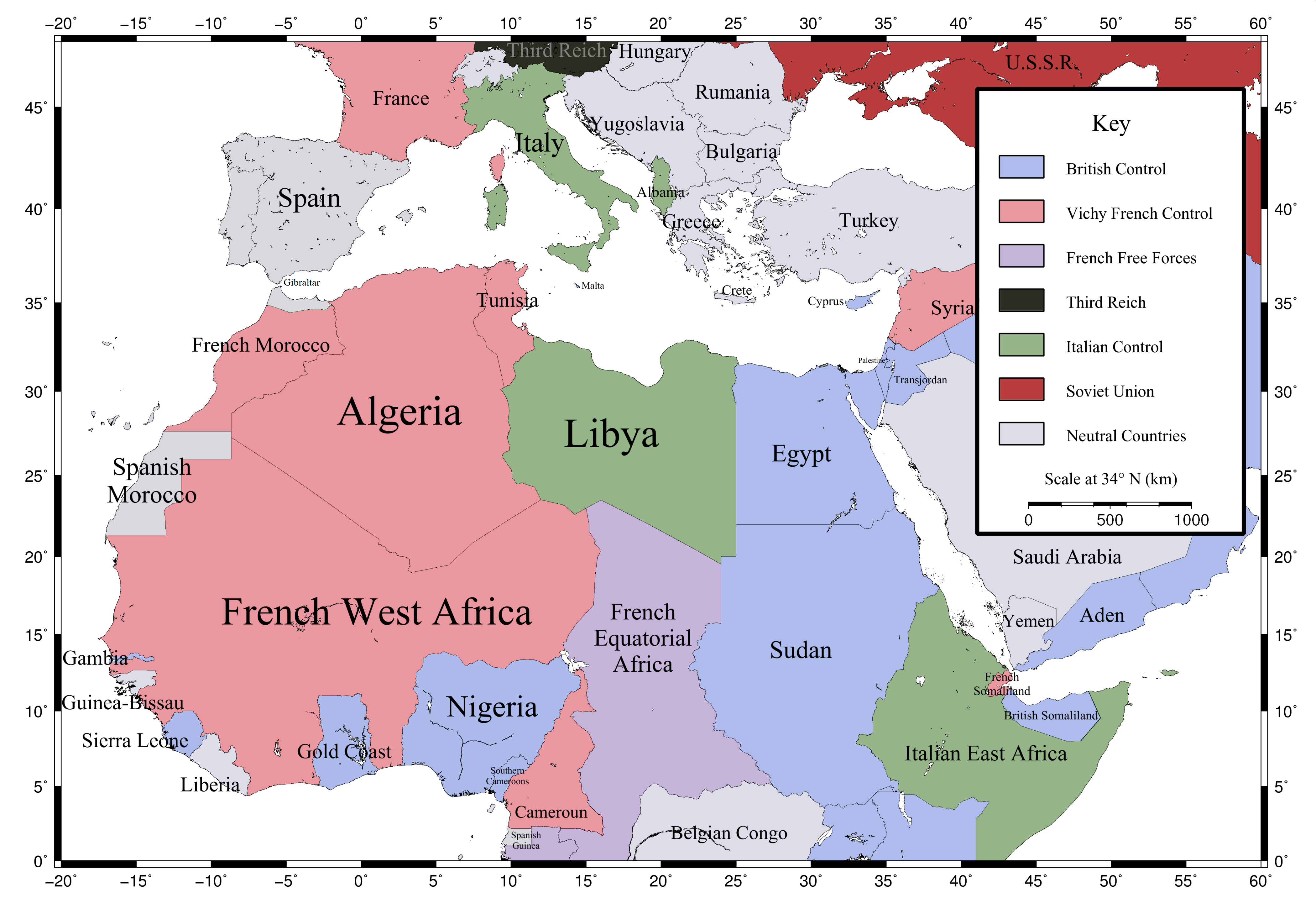
Sytuacja polityczna w Afryce w 1940 roku

Brytyjczycy stacjonowali w Egipcie od 1882 r., ale liczebność ich wojsk została znacznie zredukowana przez warunki traktatu anglo-egipskiego z 1936 r. Niewielkie siły brytyjskie i Brytyjskiej Wspólnoty Narodów obsadziły brzegi Kanału Sueskiego oraz strzegły szlaku Morza Czerwonego, który był kluczowy dla brytyjskiej komunikacji z Oceanem Indyjskim i terytoriami Dalekiego Wschodu. W połowie 1939 r. gen. Archibald Wavell został mianowany przełożonym nowo utworzonego Dowództwa Bliskiego Wschodu, obejmującego śródziemnomorski i bliskowschodni teatr działań wojennych. Wavell był odpowiedzialny za obronę Egiptu i za pośrednictwem naczelnego dowódcy Wojsk Brytyjskich Egiptu miał szkolić armię egipską oraz koordynować operacje wojskowe z dowódcą Floty Śródziemnomorskiej admirałem Andrew Cunninghamem, zwierzchnikiem Dowództwa Indii Wschodnich wiceadmirałem Ralphem Leathamem, przełożonym Dowództwa Północnego w Indiach generałem Robertem Casselsem, inspektorem generalnym afrykańskich sił kolonialnych generałem dywizji Douglasem Dickinsonem i naczelnym dowódcą sił powietrznych na Bliskim Wschodzie marszałkiem lotnictwa Williamem Mitchellem. Francuskie dywizje w Tunezji walczyły z włoską 5 Armią na zachodniej granicy libijskiej, aż do rozejmu Francji z państwami Osi z 22 czerwca 1940 r. W Libii Królewska Armia Włoska liczyła około 215 000 ludzi, a w Egipcie Brytyjczycy mieli tylko 36 000 żołnierzy, a kolejne 27 500 żołnierzy szkoliło się w Palestynie. W sumie Wavell miał do swojej dyspozycji około 86 tys. żołnierzy do wykorzystania w walkach na terenach Libii, Iraku, Syrii, Iranu i Afryki Wschodniej.

### Dowództwo Bliskiego Wschodu
Dowództwo Bliskiego Wschodu zostało utworzone jeszcze przed wybuchem II wojny światowej w celu koncentracji dowodzenia nad operacjami lądowymi i koordynacji działań z dowództwami morskimi i powietrznymi w rejonie Morza Śródziemnego i na Bliskim Wschodzie, chociaż Wavell miał tylko pięciu oficerów sztabowych do planowania i dowodzenia na obszarze o powierzchni 9 100 000 km². W lipcu 1939 roku Wavell opracował strategię obrony, a następnie zdominowania basenu Morza Śródziemnego jako bazy do przyszłego ataku na Niemcy przez wschodnią i południowo-wschodnią Europę. Podbój Włoskiej Afryki Wschodniej zajął drugie miejsce po obronie Egiptu i Kanału Sueskiego, a w sierpniu Wavell nakazał szybkie przygotowanie planów przejęcia kontroli nad Morzem Czerwonym. Nakreślił on koncepcję operacji ofensywnych od Dżibuti do Hararu, później od Addis Abeby lub Kassali do Asmary, a następnie Massawy, najlepiej na obu liniach jednocześnie. Wavell przeprowadził rekonesans w Afryce Wschodniej w styczniu 1940 roku, po czym teatr wschodnioafrykański został formalnie dodany do jego obszaru odpowiedzialności. Generał był przekonany, że Somali Brytyjskie da się obronić przy niewielkim wzmocnieniu tamtejszych sił. Gdyby Włochy przystąpiły do wojny, Etiopia miała zostać zaatakowana, gdy tylko przybędzie wystarczająca liczba żołnierzy alianckich; Wavell skoordynował również plany z rządem ZPA w marcu. 1 maja 1940 r. nakazał wojskom brytyjskim w Egipcie dyskretną mobilizację na potrzeby operacji wojskowych na zachodniej granicy kraju, ale po czerwcowej klęsce Francji musiał przejść na strategię obronną.
Po włoskich operacjach w sudańskim Kassala i Gallabat w czerwcu brytyjski premier Winston Churchill obwinił Wavella o „statyczną politykę”. Anthony Eden, sekretarz stanu ds. wojny, przekazał Wavellowi, że włoski atak na Chartum powinien zostać odparty. Wavell odpowiedział, iż włoskie ataki nie były poważne, lecz udał się do Sudanu i Kenii, aby się o tym przekonać i spotkał się z cesarzem Etiopii Haile Selassie I w Chartumie. Eden zwołał konferencję w stolicy Sudanu pod koniec października 1940 roku z udziałem cesarza Selassiego, generała armii ZPA Jana Smutsa (doradcy Winstona Churchilla), generała porucznika Williama Platta, generała porucznika Alana Cunninghama oraz Wavella. Uzgodniono plan wspólnego ataku na Etiopię, zakładający wykorzystanie również nieregularnych sił etiopskich. W listopadzie 1940 roku Brytyjczycy zyskali przewagę wywiadowczą, kiedy kryptolodzy z Government Communications Headquarters w Bletchley Park złamali wysokiej klasy szyfr armii włoskiej używany w Afryce Wschodniej. Później tego samego miesiąca szyfr zastępczy dla Regia Aeronautica został złamany przez Combined Bureau, Middle East (CBME).
We wrześniu 1940 roku Wavell nakazał dowódcom w Sudanie i Kenii przeprowadzenie ograniczonych ataków po zakończeniu pory deszczowej. Na froncie północnym Platt miał zaatakować Gallabat i okolice, a na froncie południowym Cunningham miał ruszyć na północ z Kenii, przez Somali Włoskie do Etiopii. Na początku listopada 1940 r. Cunningham przejął Siły Afryki Wschodniej od generała dywizji D. P. Dickinsona, który był w złym stanie zdrowia. Podczas gdy Platt posuwał się z północy, a Cunningham z południa, Wavell planował desantować trzecią część swoich sił w Somali Brytyjskim w celu ponownego zajęcia kolonii przed wkroczeniem do Etiopii; te trzy siły miały spotkać się w Addis Abebie. Podbój Włoskiej Afryki Wschodniej usunąłby zagrożenie lądowe dla dostaw i posiłków przybywających z Australii, Nowej Zelandii, Indii, Południowej Afryki i Brytyjskiej Afryki Wschodniej przez Kanał Sueski na potrzeby kampanii w Afryce Północnej i ponownie otworzyłby drogę lądową z Kapsztadu do Kairu.

#### Siły Afryki Wschodniej

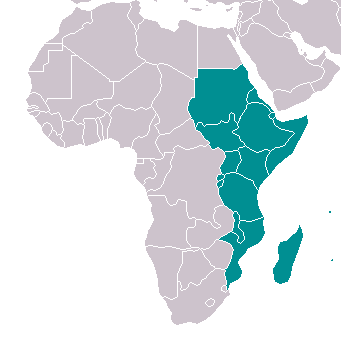
Najpowszechniej określany obszar Afryki Wschodniej (granice z 2011 r.)

W 1940 r. utworzono Siły Afryki Wschodniej (East Africa Force), początkowo pod dowództwem generała D. P. Dickinsona dla Afryki Północno-Wschodniej, Afryki Wschodniej i Brytyjskiej Afryki Środkowej. W Sudanie około 8500 żołnierzy i 80 samolotów strzegło 1900 km granicy z Włoską Afryką Wschodnią. Platt miał 21 kompanii (4500 ludzi) Sił Obronnych Sudanu (Sudan Defence Force, SDF), z których 5 (później sześć) było zorganizowanych jako kompanie karabinów maszynowych. Nie było artylerii, ale Sudan Horse przekształcał się w baterię 3,7-calowych haubic górskich. 1. batalion Pułku Worcestershire, 1. batalion Pułku Essex i 2. batalion Pułku West Yorkshire zostały w połowie września włączone odpowiednio do: 29 Indyjskiej Brygady Piechoty, 10 Indyjskiej Brygady Piechoty i 9 Indyjskiej Brygady Piechoty odpowiednio z 5 Indyjskiej Dywizji Piechoty generała dywizji Lewisa Heatha, kiedy przybył.
4 Indyjska Dywizja Piechoty generała Noela Beresforda-Peirse’a została przeniesiona z Egiptu w grudniu. Brytyjczycy dysponowali samochodami pancernymi, a 4 Królewski Pułk Czołgów z czołgami piechoty Mk II Matilda dołączył do 4 Dywizji Indyjskiej w styczniu 1941 roku. W chwili wybuchu działań wojennych podpułkownik Arthur Reginald Chater w Somali Brytyjskim miał około 1754 żołnierzy wchodzących w skład Somaliland Camel Corps (SCC) i 1. batalionu Pułku Północnorodezyjskiego. Do sierpnia pułki pendżabskie: 1/2 i 3/5 zostały przeniesione z Adenu, a 2. batalion Królewskich Strzelców Afrykańskich wraz z 1. wschodnioafrykańską baterią artylerii lekkiej (z 3,7-calowymi haubicami) przybyły z Kenii, zwiększając liczebność sił alianckich do 4000 żołnierzy w pierwszym tygodniu sierpnia. W Protektoracie Adeńskim brytyjskie siły zbrojne pod dowództwem wicemarszałka sił powietrznych George’a Reida były zorganizowane w jeden garnizon złożony z dwóch indyjskich batalionów piechoty, dopóki nie zostały przeniesione do Somali Brytyjskiego w sierpniu.

### Etiopia

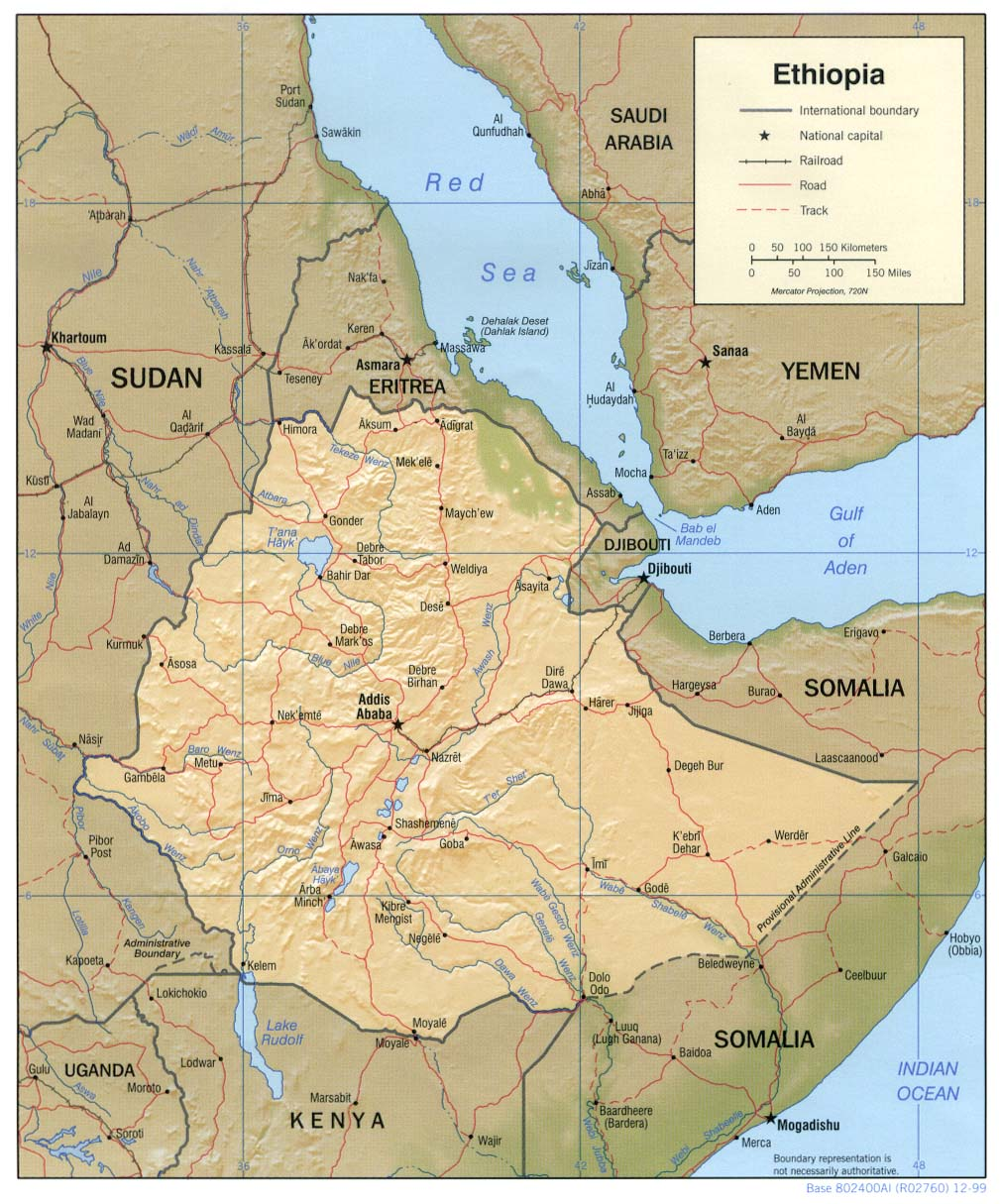
Współczesna mapa Etiopii

W sierpniu 1939 roku Wavell wydał potajemny plan zachęcania do buntu miejscowej ludności w prowincji Gojjam w zachodniej Etiopii, którego Włosi nigdy nie byli w stanie stłumić. We wrześniu pułkownik D.A. Sandford przybył, aby zarządzać planem, ale do czasu wypowiedzenia wojny przez Włochy spisek został zaniechany w wyniku polityki ustępstw. W celu koordynowania działań etiopskiego ruchu oporu została utworzona Misja 101. W czerwcu 1940 roku Selassie przybył do Egiptu, a w lipcu udał się do Sudanu, aby spotkać się z Plattem i omówić plany ponownego zajęcia Etiopii, pomimo zastrzeżeń Platta. W lipcu Brytyjczycy uznali Selassie za cesarza, a w sierpniu Misja 101 wkroczyła do prowincji Gojjam w celu rozpoznania. Sandford zażądał ustanowienia tras zaopatrzeniowych przed zakończeniem pory deszczowej na północ od jeziora Tana i powrotu Selassie do kraju w październiku jako katalizatora powstania. Przejęcie kontroli nad Gojjam wymagało odizolowania włoskich garnizonów wzdłuż głównej drogi z Bahrdar Giorgis na południe od jeziora Tana, do Dangili, Debre Markos i Addis Abeby, aby zapobiec ich koncentracji przeciwko Arbegnoch (etiopskiemu ruchowi oporu).
Włoskie posiłki przybyły w październiku i wzmogły częstotliwość patroli na granicy, podczas gdy spory pomiędzy lokalnymi przywódcami etiopskiego ruchu oporu zostały złagodzone przez mediację Sandforda. Do Batalionu Pogranicza Sił Obronnych Sudanu, utworzonego w maju 1940 r., dołączyły w Chartumie: 2. batalion etiopski i 4. erytrejski, powstałe z ochotników emigracyjnych w Kenii. Centra operacyjne składające się z oficera, pięciu podoficerów i kilku wybranych Etiopczyków zostały utworzone i przeszkolone w działaniach partyzanckich, aby zapewnić kadry dowódcze dla ruchu oporu, a na finansowanie operacji przeznaczono milion funtów. Major Orde Wingate został wysłany do Chartumu z asystentem, aby dołączyć do kwatery głównej SDF. 20 listopada Wingate poleciał do Sakhali na spotkanie z Sandfordem; RAF zdołał zbombardować Dangilę, zrzucić ulotki propagandowe i zaopatrzyć z powietrza Misję 101, co bardzo podniosło morale Etiopczyków, którzy wiele wycierpieli z powodu działań włoskiego lotnictwa w czasie II wojny włosko-abisyńskiej. Misja 101 zdołała przekonać Arbegnoch na północ od jeziora Tana do zorganizowania kilku zasadzek na drodze Metema–Gonder, w wyniku czego włoski garnizon w Wolkait został wycofany w lutym 1941 r.

## Front północny, 1940

### Somali Brytyjskie 1940

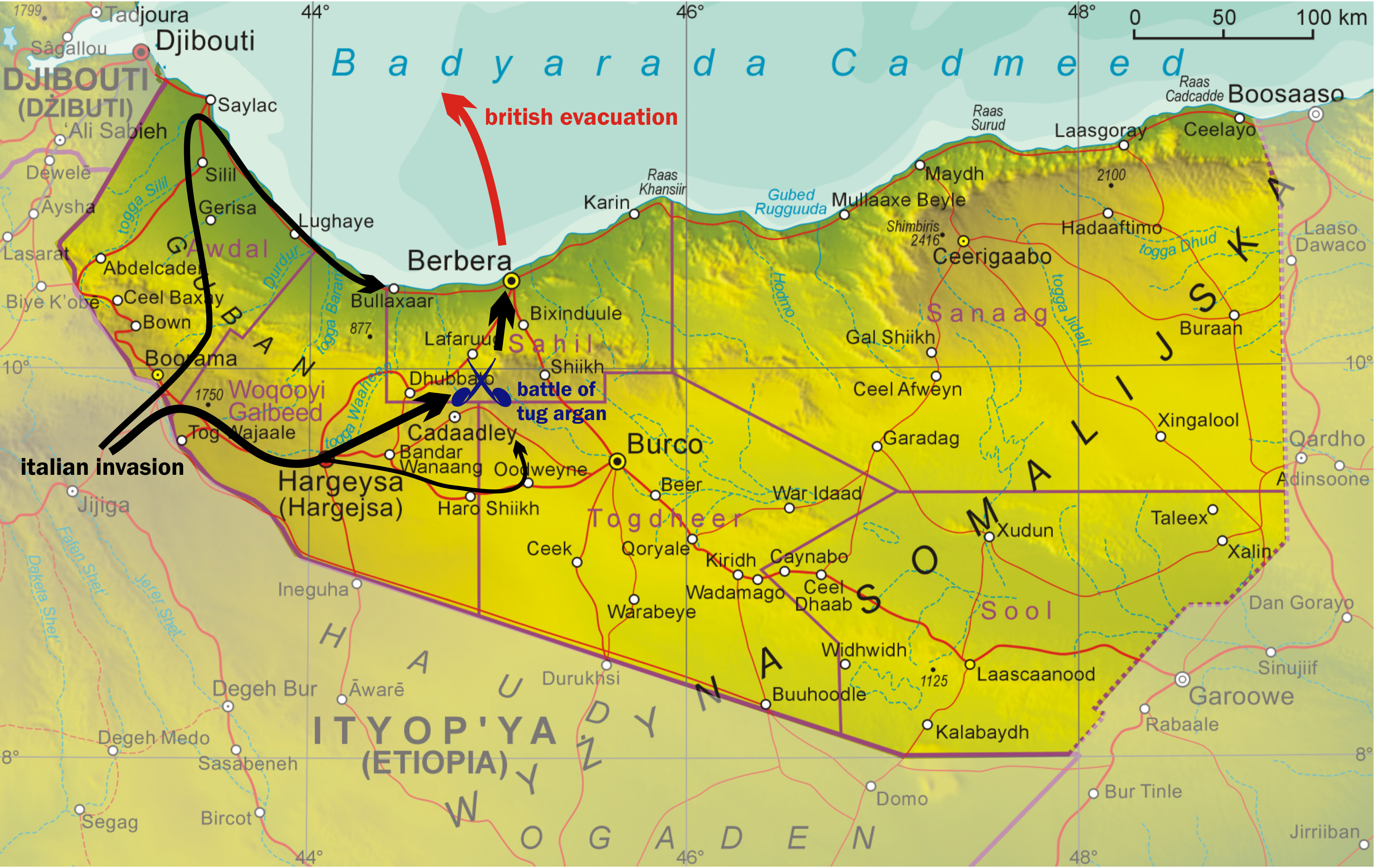
Włoska inwazja na Somali Brytyjskie w sierpniu 1940 r.

3 sierpnia 1940 r. Włosi zaatakowali Somali Brytyjskie 2 brygadami kolonialnymi, 4 szwadronami kawalerii, 24 czołgami średnimi M11/39 i tankietkami L3/35, kilkoma samochodami pancernymi, 21 bateriami haubic, artylerią piechoty i wsparciem powietrznym. Brytyjczycy mieli garnizon składający się z dwóch kompanii Sił Obronnych Sudanu, dwóch kompanii karabinów maszynowych i kompanii konnej piechoty. Kassala została zbombardowana, a następnie zaatakowana, Brytyjczycy powoli się wycofywali. 4 sierpnia Włosi podzielili się na zachodnią kolumnę, która ruszyła w kierunku Zeili, centralną kolumnę atakującą w stronę Hargejsy i wschodnią operującą w kierunku Odweiny na południu. Siły Obronne Sudanu walczyły z nacierającymi Włochami, gdy główne siły brytyjskie opuszczały kolonię. W dniu 5 sierpnia Włosi zdobyli miasta Zeila i Hargejsa, odcinając Brytyjczyków od Somali Francuskiego. Następnego dnia upadła Odweina, w której połączyły się włoskie kolumny: centralna i wschodnia. 11 sierpnia generał dywizji Alfred Reade Godwin-Austen został skierowany do Berbery, aby objąć dowództwo, gdy nadchodzące posiłki zwiększyły siłę brytyjskiego garnizonu do pięciu batalionów. Od 5 do 19 sierpnia dywizjony RAF-u bazujące w Adenie wykonały 184 loty bojowe, zrzuciły 61 ton bomb, straciły 7 samolotów zniszczonych i 10 uszkodzonych.

#### Bitwa pod Tug Argan

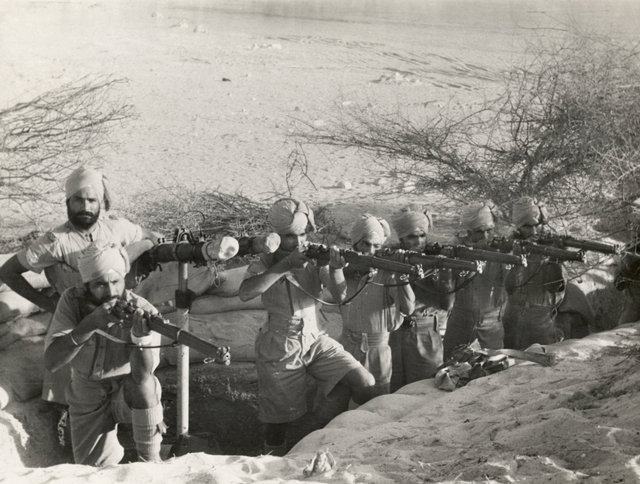
Indyjscy żołnierze na wybrzeżu w Berberze, sierpień 1940 r.

11 sierpnia Włosi rozpoczęli bitwę pod Tug Argan (tug to suche, piaszczyste koryto rzeki), gdzie droga z Hargejsy przecina wzgórza Assa. Aż do 14 sierpnia Brytyjczycy walczyli o przetrwanie z przeważającymi siłami włoskiej piechoty i artylerii. Będąc bliskim odcięcia i mając tylko jeden batalion w rezerwie, Godwin-Austen skontaktował się z Henrym Maitlandem Wilsonem, generalnym dowódcą wojsk brytyjskich w Egipcie (Wavell przebywał wtedy w Londynie) i otrzymał pozwolenie na wycofanie się z kolonii. 2. batalion Black Watch, wspierany przez dwie kompanie 2 Pułku Królewskich Strzelców Afrykańskich i elementu 1/2 Pułku Pendżabskiego, osłaniał odwrót brytyjskiego kontyngentu na Berberę. Do godz. 14:00 18 sierpnia większość kontyngentu została ewakuowana do Adenu, lecz HMAS „Hobart” i kwatera główna pozostały na brzegu do rana następnego dnia. Włosi weszli do Berbery wieczorem 19 sierpnia. W ciągu czterech ostatnich dni walk w Somali RAF wykonał dwanaście lotów rozpoznawczych i 19 rozpoznawczo-bombowych, wykonał 72 ataki na włoskie szlaki transportowe i kolumny wojsk, a ponad Berberą odbyło się 36 lotów myśliwskich. Brytyjczycy ponieśli łączne straty 38 zabitych i 222 rannych. Włosi zgłosili 2052 ofiary (zabici i ranni); ich zapasy paliwa i amunicji oraz części pojazdów były trudne do uzupełnienia, co zmusiło ich do przejścia do defensywy. Churchill skrytykował Wavella za opuszczenie kolonii bez silniejszego oporu, ale Wavell nazwał to podręcznikowym wycofaniem się w obliczu przewagi liczebnej.

### Sudan Anglo-Egipski

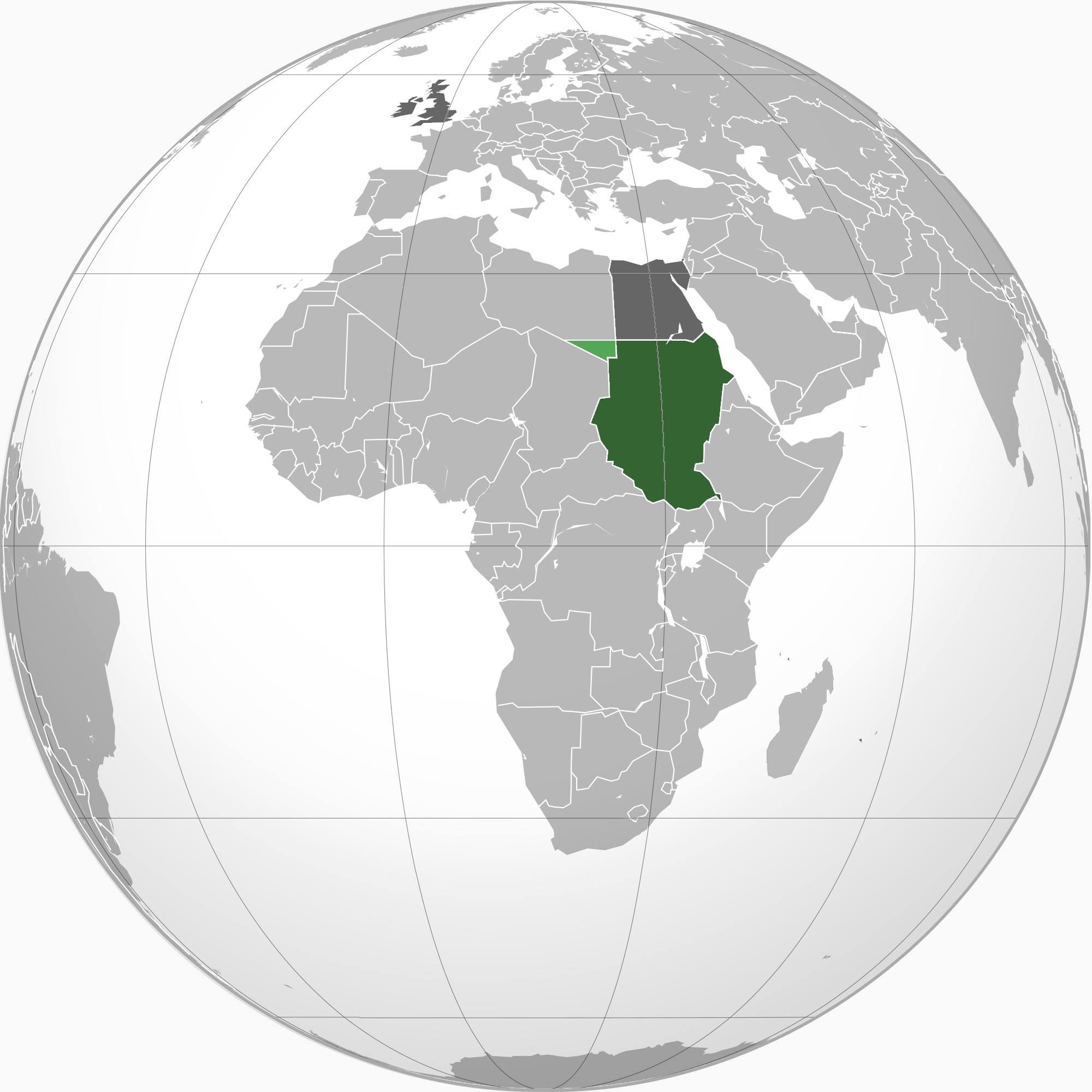
Sudan Anglo-Egipski

Sudan Anglo-Egipski miał aż 1600 km wspólnej granicy z Włoską Afryką Wschodnią i 4 lipca 1940 r. został najechany przez siły włoskie liczące około 6500 ludzi z Erytrei, które zbliżyły się do węzła kolejowego w Kassala. Włosi zmusili brytyjski garnizon składający się z 320 żołnierzy Sił Obronnych Sudanu i miejscowej policji do wycofania się po zadaniu im strat w wysokości 43 zabitych i 114 rannych za cenę zaledwie 10 własnych ofiar. Włosi wyparli również 3. pluton Kompanii Wschodniego Korpusu Arabskiego (wchodzącego w skład Sudańskich Sił Obronnych) z małego fortu w Gallabat, położonego tuż za sudańską granicą, naprzeciwko etiopskiej Metema, około 320 km na południe od Kassali oraz zajęli wioski Qaysān, Kurmuk i Dumbode nad Nilem Błękitnym. Stamtąd Włosi nie zapuszczali się dalej w głąb Sudanu z powodu braku paliwa i ufortyfikowali Kassalę działami przeciwpancernymi, stanowiskami karabinów maszynowych oraz umocnieniami ziemnymi, a później utworzyli garnizon w sile brygady. Włosi byli rozczarowani brakiem antybrytyjskich nastrojów wśród ludności Sudanu.
5 Dywizja Indyjska zaczęła przybywać do Sudanu na początku września 1940 r. 29 Indyjska Brygada Piechoty została umieszczona na wybrzeżu Morza Czerwonego w celu ochrony Port Sudan, 9 Indyjska Brygada Piechoty stacjonowała na południowy zachód od Kassali, a 10 Indyjską Brygadę Piechoty wysłano do Gedaref z kwaterą główną dywizji, aby zablokować włoski atak na Chartum rozpięty od Goz Regeb do Gallabat, na froncie o długości 320 km. 16 października została utworzona Gazelle Force pod dowództwem pułkownika Franka Messervy'ego, jako mobilna jednostka do działań rajdowych na terytorium włoskie i opóźnienia nieprzyjacielskiego natarcia.
Forty Gallabat i Metema leżały blisko siebie, lecz po przeciwnych stronach granicy sudańsko-etiopskiej, nazywanej Granicą Khor (ang. Boundary Khor), gdyż przebiegała suchym korytem rzeki ze stromymi brzegami pokrytymi wysoką trawą. Oba miejsca były otoczone fortyfikacjami polowymi, a Gallabat utrzymywał batalion piechoty kolonialnej. Metema miała dwa bataliony kolonialne i formacje nieregularne, wszystkie pod dowództwem podpułkownika Castagnoli. 10 Indyjska Brygada Piechoty, pułk artylerii polowej oraz szwadron B 4 Królewskiego Pułku Czołgów z sześcioma czołgami piechoty i sześcioma czołgami lekkimi zaatakowały Gallabat 6 listopada o 5:30 rano. Kontyngent RAF składający się z 6 starych bombowców Vickers Wellesley i 9 myśliwców Gloster Gladiator uznano za wystarczający do pokonania 17 włoskich myśliwców i 32 bombowców, które, jak się uważa, znajdowały się w zasięgu operacyjnym. Piechota zebrała się w odległości 1,6–3,2 km od Gallabat, którego garnizon nie był świadomy nadchodzącego ataku, dopóki RAF nie zbombardował fortu i nie odciął go od łączności radiowej. Artyleria polowa rozpoczęła jednoczesny ostrzał; po godzinie kanonierzy zmienili cel i ostrzelali Metemmę. Poprzedniej nocy 4. batalion 10 Pułku Baluch zajął wzgórze górujące nad fortem. Siły na wzgórzu od godz. 6:40 osłaniały główne natarcie 3 Pułku Strzelców Royal Garwhal, a następnie czołgów. Hindusi wdarli się do Gallabat i weszli w bój z 65 Dywizją Piechoty „Granatieri di Savoia” oraz wiernymi Włochom oddziałami erytrejskimi w forcie. O 8:00 25. i 77. bataliony kolonialne kontratakowały i zostały odparte, lecz trzy brytyjskie czołgi zostały obezwładnione przez miny, a sześć z powodu mechanicznych awarii spowodowanych trudnym, skalistym terenem.

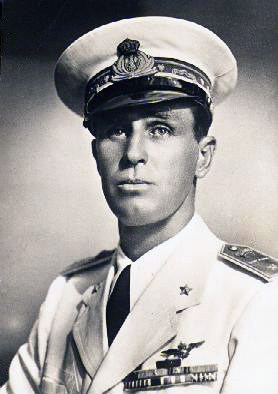
Książę Amedeo d’Aosta, naczelny dowódca włoskich sił zbrojnych w Erytrei, Etiopii i Somali Włoskim

Obrońcy Boundary Khor ukryli się za polami minowymi i drutem kolczastym, a Castagnola skontaktował się z Gondarem w celu uzyskania wsparcia lotniczego. Włoskie bombowce i myśliwce atakowały przez cały dzień; zestrzeliły siedem Gladiatorów, tracąc pięć Fiatów CR-42 i zniszczyły ciężarówkę wiozącą części zamienne do czołgów. Ziemia była tak twarda i kamienista, że nie dało się kopać okopów, a kiedy włoskie bombowce dokonały największego ataku, brytyjska i hinduska piechota nie miała żadnej osłony. Jedna z ciężarówek z amunicją została podpalona przez płonącą trawę, a jej wybuch żołnierze uznali za włoski kontratak na tyłach. Kiedy pluton zbliżał się do źródła huku z zamocowanymi bagnetami, niektórzy żołnierze myśleli, że się wycofują. Część żołnierzy 1. batalionu Pułku Essex w forcie załamała się i uciekła, zabierając ze sobą niektórych żołnierzy Pułku Garhwal. Wielu brytyjskich uciekinierów znalazło jakiś transport i odjechało, wywołując panikę, a niektórzy z nich dotarli aż do Doka, zanim zostali zatrzymani.
Włoskie bombowce wróciły następnego ranka i alianci wycofali się wieczorem z grzbietu Gallabat 4,8 km na zachód, na mniej odsłonięty teren. Saperzy z 21. Kompanii Polowej pozostali w tyle, aby zburzyć pozostałe budynki i magazyny w forcie. Artyleria ostrzeliwała Gallabat i Metemę oraz podpaliła włoskie składy amunicji pełne pirotechniki. Łącznie straty brytyjskie od 6 listopada wyniosły 42 zabitych i 125 rannych. Brygada rozesłała patrole, aby uniemożliwić Włochom dostęp do fortu, a 9 listopada dwie kompanie Beludżów zaatakowały i utrzymywały fort przez cały dzień, lecz wieczorem wycofały się. W nocy włoski kontratak został odparty ogniem artyleryjskim, a następnego ranka Brytyjczycy bez oporu ponownie zajęli fort. Zastawiono zasadzki i uniemożliwiono włoskim posiłkom zajęcie fortu lub wzgórz na flankach, pomimo częstego bombardowania przez Regia Aeronautica.

## Front południowy, 1940

### Brytyjska Afryka Wschodnia (Kenia)

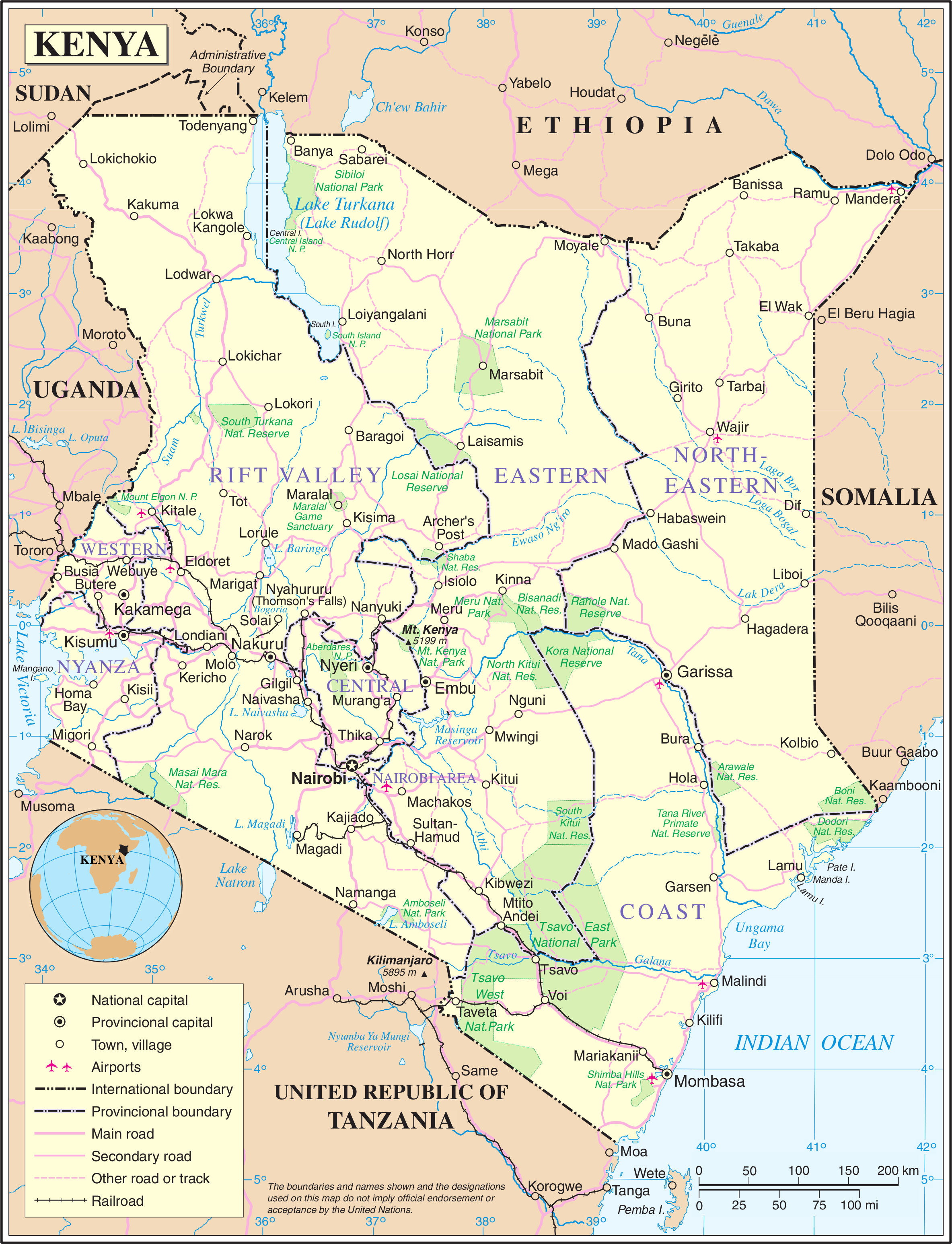
Współczesna mapa Kenii

W momencie wypowiedzenia wojny przez Włochy 10 czerwca 1940 r. Dickinson miał w Kenii siły dwóch kolonialnych brygad Królewskich Strzelców Afrykańskich zorganizowanych jako Brygada Północna i Brygada Południowa, składające się z pułku rozpoznania, lekkiej baterii artyleryjskiej i 22 Baterii Królewskiej Artylerii Indyjskiej. W marcu 1940 r. siła Królewskich Strzelców Afrykańskich osiągnęła 883 oficerów, 1374 podoficerów i 20 026 szeregowców rekrutujących się spośród ludności miejscowej. Wavell nakazał Dickinsonowi obronę Kenii i związanie walką jak największej liczby włoskich żołnierzy. Dickinson planował bronić Mombasy z 1 Brygadą Piechoty Wschodnioafrykańskiej, a także zapobiec przekroczeniu przez nieprzyjaciela rzeki Tana oraz zdobyciu przez niego źródeł słodkiej wody w Wajir siłami 2 Brygady Piechoty Wschodnioafrykańskiej.
Oddziały miały zostać rozmieszczone w Marsabit, Moyale i Turkana w pobliżu jeziora Rudolfa, łukiem o długości 1370 km. Uważano, że Włosi mają wojska w Kismayu, Mogadiszu, Dolo, Moyale i Yavello, które okazały się być oddziałami kolonialnymi i nieregularnymi, z dwiema brygadami w Dżimmie, gotowymi do wzmocnienia sił w Moyale lub zaatakowania jeziora Rudolf, a następnie inwazji na Ugandę. Pod koniec lipca utworzono 3 i 6 Brygadę Piechoty Wschodnioafrykańskiej. Zaplanowano utworzenie dywizji obrony wybrzeża, ale zamiast tego utworzono 11 i 12 Dywizję Afrykańską.
1 czerwca pierwsza jednostka południowoafrykańska przybyła do Mombasy w Kenii, a pod koniec lipca przybyła cała 1 Południowoafrykańska Grupa Brygadowa Piechoty. 13 sierpnia utworzono 1 Dywizję Południowoafrykańską i do końca 1940 r. już około 27 000 żołnierzy ze Związku Afryki Południowej przebywało w Brytyjskiej Afryce Wschodniej, w szeregach 1 Dywizji Południowoafrykańskiej oraz 11 i 12 Dywizji Afrykańskiej. Każda, południowoafrykańska grupa brygadowa składała się z trzech batalionów strzeleckich, kompanii samochodów pancernych oraz jednostek sygnałowych, inżynieryjnych i medycznych. Do lipca, zgodnie z warunkami planu awaryjnego na wypadek wojny, 2 Brygada Piechoty Zachodnioafrykańskiej ze Złotego Wybrzeża (dzisiejsza Ghana) i 1 Brygada Piechoty Zachodnioafrykańskiej z Nigerii zostały dostarczone do służby w Kenii przez Królewskie Zachodnie Afrykańskie Siły Graniczne (ang. Royal West African Frontier Force, RWAFF). 1 Brygada Zachodnioafrykańska, dwie brygady Królewskich Strzelców Afrykańskich i niektóre jednostki ze Związku Południowej Afryki utworzyły 11 Dywizję Afrykańską. 12 Dywizja Afrykańska miała podobną strukturę jak 2 Brygada Zachodnioafrykańska.
O świcie 17 czerwca Rodezyjczycy wsparli rajd Sił Obronnych Sudanu na włoską pustynną placówkę El Wak w Somali Włoskim, około 140 km na północny wschód od Wajir. Rodezyjczycy ostrzelali i spalili kryte strzechą lepianki oraz na inne sposoby nękali wojska wroga. Ponieważ główne walki w tym czasie toczyły się przeciwko włoskiemu natarciu na Moyale w Kenii, Rodezyjczycy skoncentrowali się tam. 1 lipca włoski atak na przygraniczne miasto Moyale, na skraju Wyżyny Abisyńskiej, gdzie spotykają się tory w kierunku Wajir i Marsabit, został odparty przez 1. kompanię Królewskich Strzelców Afrykańskich, po czym nieprzyjaciel sprowadził posiłki. 10 lipca Włosi przeprowadzili większy atak siłami około czterech batalionów po znaczącym przygotowaniu artyleryjskim i po trzech dniach Brytyjczycy wycofali się bez oporu. Włosi dotarli do wodopojów w Dabel i Buna, prawie 100 km w głąb terytorium Kenii, ale brak dostaw zaopatrzenia uniemożliwił im kontynuowanie ofensywy.

### Włoska strategia, grudzień 1940

Impero italiano (czerwony) oraz maksymalny zasięg terenów pod kontrolą wojsk włoskich (różowy)

Po podboju Somali Brytyjskiego Włosi przyjęli bardziej obronną postawę. Pod koniec 1940 roku siły włoskie poniosły klęski na Morzu Śródziemnym, na Pustyni Libijskiej, w bitwie o Anglię oraz w wojnie grecko-włoskiej. To skłoniło generała Ugo Cavallero, nowego włoskiego szefa Sztabu Generalnego w Rzymie, do przyjęcia nowej strategii w Afryce Wschodniej. W grudniu 1940 roku Cavallero uważał, że siły włoskie w Rogu Afryki powinny porzucić działania ofensywne przeciwko Sudanowi i Kanałowi Sueskiemu oraz skoncentrować się na obronie obszaru Włoskiej Afryki Wschodniej. W odpowiedzi na wezwania Cavallero i Aosty, którzy poprosili o pozwolenie na wycofanie się z granicy sudańskiej, Comando Supremo nakazało włoskim siłom w Afryce Wschodniej wycofać się na lepsze pozycje obronne.
Frusci otrzymał rozkaz wycofania się z Kassali i Metemy na nizinach wzdłuż granicy Sudanu i Erytrei oraz utrzymania łatwiejszych do obrony przełęczy górskich na drogach Kassala–Agordat i Metema–Gondar. Frusci postanowił jednak nie wycofywać się z nizin, ponieważ odwrót oznaczałby dla niego zbyt dużą utratę prestiżu, a Kassala była ważnym węzłem kolejowym; utrzymywanie go uniemożliwiało Brytyjczykom wykorzystanie kolei do przewożenia dostaw z Portu Sudan na wybrzeżu Morza Czerwonego do bazy w Gedaref. Informacje o wycofaniu się Włochów zostały szybko odszyfrowane przez Brytyjczyków i Platt mógł rozpocząć swoją ofensywę w Erytrei 18 stycznia 1941 roku, trzy tygodnie przed planowanym terminem.

### Wojna w powietrzu

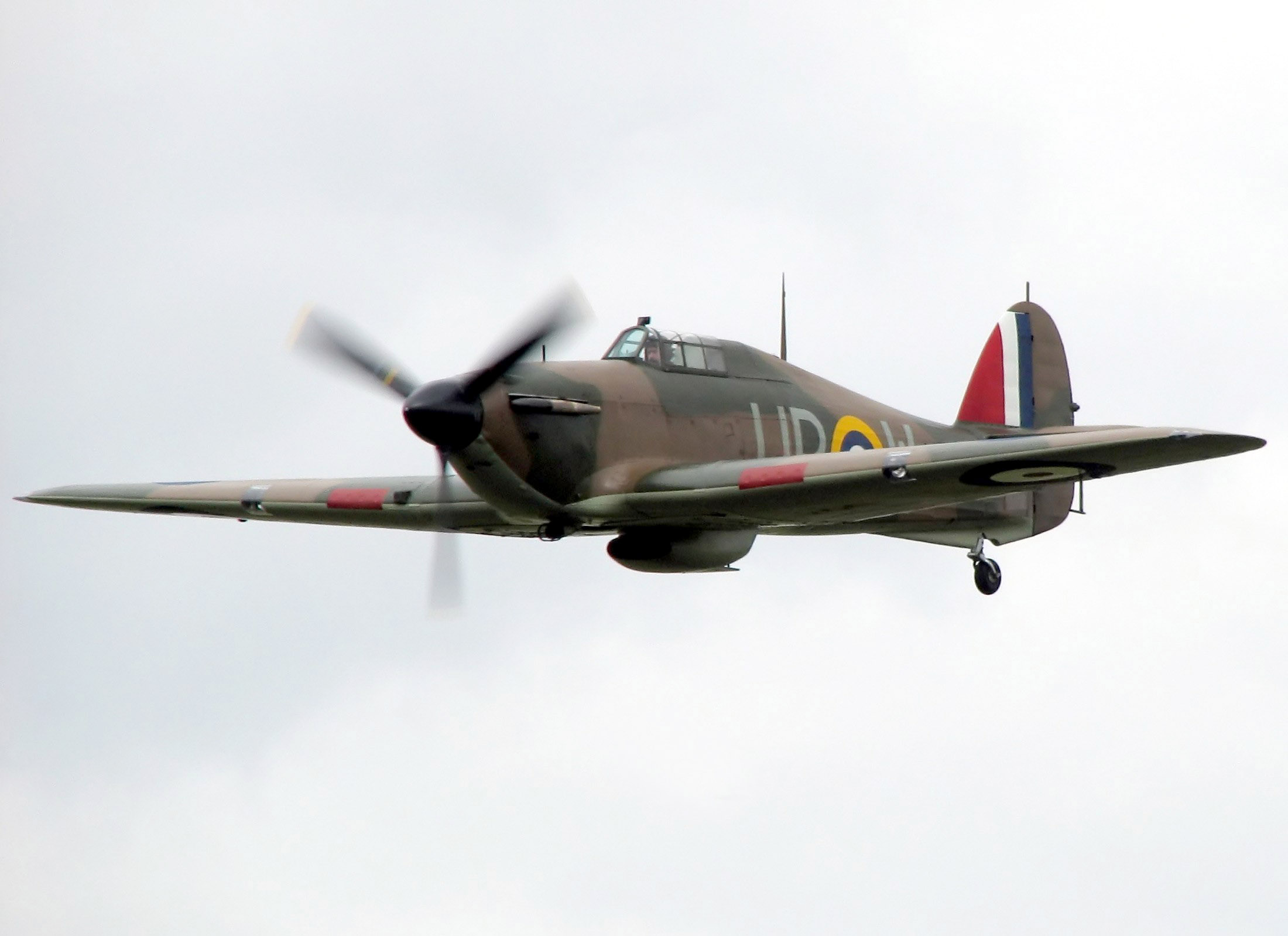
Hawker Hurricane Mk1

W Sudanie Kwatera Główna RAF-u (dowództwo 203 Grupy od 17 sierpnia, Dowództwo Sił Powietrznych w Afryce Wschodniej od 19 października), podległa Naczelnemu Dowódcy Bliskiego Wschodu, obejmowała 14, 47 i 223 Dywizjon Bombowy złożony z bombowców Wellesley. Stare dwupłatowce Vickers Vincent z 47 Dywizjonu pełniły funkcje łącznikowe. W późniejszym czasie brytyjskie siły lotnicze zostały wsparte przez przybyły z Egiptu 45 Dywizjon z bombowcami Bristol Blenheim. Sześć myśliwców dwupłatowych Gloster Gladiator stacjonowało w Port Sudan w celu ochrony dostaw i wykonywania patroli przeciwko nieprzyjacielskim okrętom podwodnym na Morzu Czerwonym, a także obrony powietrznej Portu Sudan, Atbary i Chartumu oraz w razie potrzeby bezpośredniego wsparcia działań armii. W maju przybył 1 Myśliwski Dywizjon Południowoafrykańskich Sił Powietrznych (SAAF). SAAF w Kenii miał 12 Dywizjon (bombowce Junkers Ju 86), 11 Dywizjon (bombowce Fairey Battle), 40 Dywizjon (Hawker Hartebeest), 2 Dywizjon (myśliwce Hawker Fury) i 237 Dywizjon Rodezyjski (Hawker Hardy). Lepsze samoloty stały się dostępne dopiero później, lecz w pierwszym okresie kampanii alianci musieli polegać na starych i powolnych maszynach, a Południowoafrykańczycy wysłali nawet stary dwupłatowiec Vickers Valentia do służby jako bombowiec.
Południowoafrykańczycy stawili czoła doświadczonym włoskim pilotom, w tym kadrze weteranów hiszpańskiej wojny domowej. Pomimo braku doświadczenia 1 SAAF zgłosił zniszczenie 48 samolotów wroga i uszkodzenie 57 na niebie nad Afryką Wschodnią. Kolejnych 57 zostało zniszczonych na ziemi; a wszystko to za utratę 6 pilotów – uważa się jednak, że jednostka znacznie zawyżała swoje raporty o zwycięstwach powietrznych. Od listopada 1940 do początku stycznia 1941 roku Platt kontynuował wywieranie stałej presji na Włochów wzdłuż granicy sudańsko-etiopskiej za pomocą patroli i rajdów wojsk lądowych oraz nalotów. Hurricane'y i Gladiatory zaczęły zastępować niektóre starsze modele. 6 grudnia, kilka kilometrów na północ od Kassali, samoloty Wspólnoty Narodów zbombardowały i ostrzelały dużą koncentrację włoskiego transportu samochodowego. Kilka dni później te same samoloty zbombardowały włoską bazę w Keru, 80 km na wschód od Kassali, niszcząc składy zaopatrzenia, magazyny i środki transportu. Lotnictwo włoskie odpowiadało na te działania. W połowie grudnia włoskie myśliwce ostrzelały rodezyjskie lądowisko w Wajir niedaleko Kassala, gdzie dwa Hawker Hardy zostały przyłapane na ziemi i zniszczone, podpalono 19 000 litrów ropy, 4 żołnierzy alianckich zginęło, a 11 zostało rannych w walce z ogniem.

### Wojna na morzu, 1940

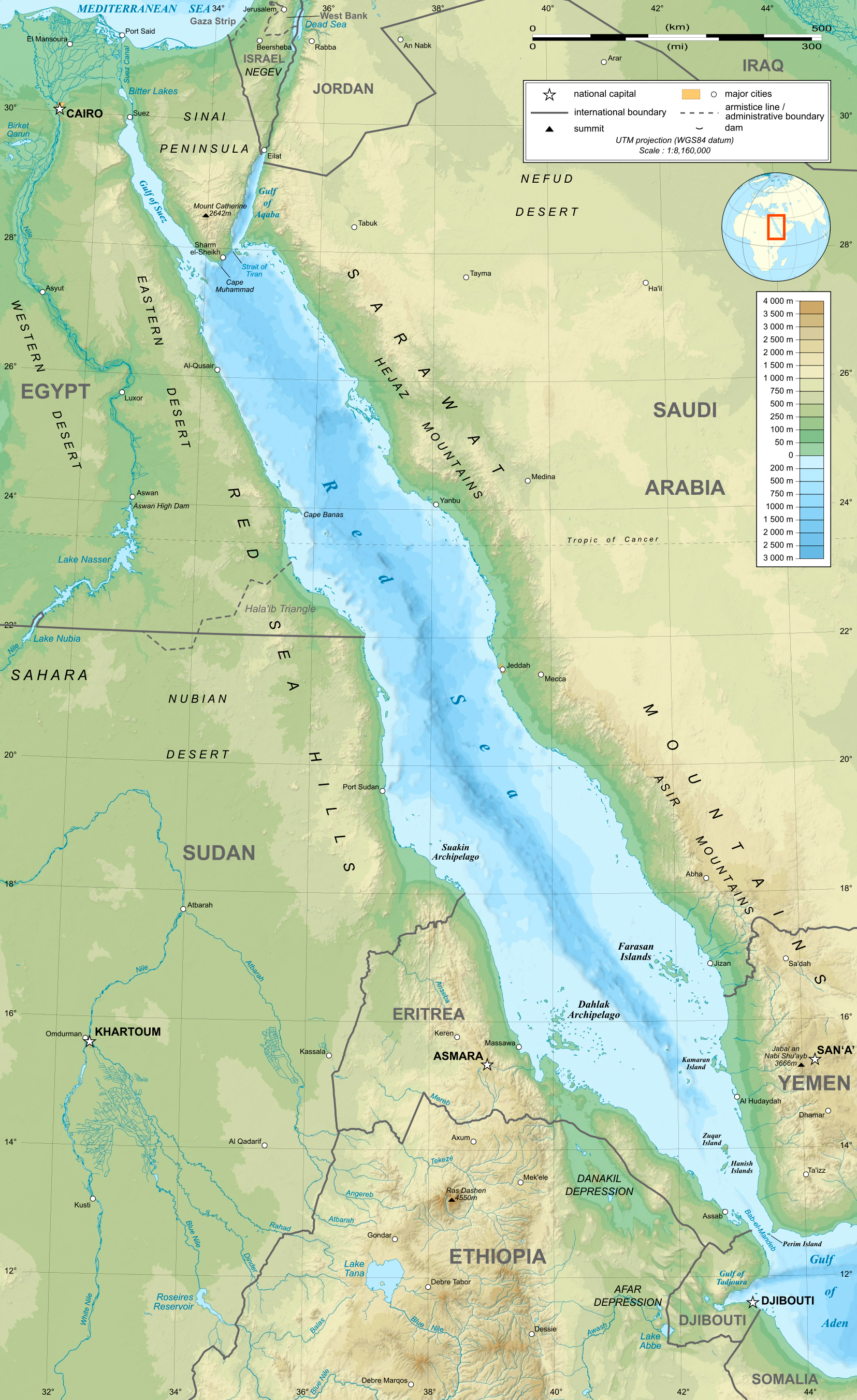
Mapa topograficzna regionu Morza Czerwonego (pokazująca współczesne granice lądowe)

Wejście na Morze Czerwone przez Zatokę Adeńską i cieśninę Bab-el-Mandeb ma jedynie 15 mil morskich (ok. 28 km) szerokości. Wraz z wypowiedzeniem wojny Wielkiej Brytanii przez Włochy 10 czerwca i utratą francuskiego wsparcia morskiego na Morzu Śródziemnym po zawieszeniu broni Francji z państwami Osi, przejście przez Morze Czerwone o długości 1200 mil morskich (ok. 2200 km) stało się głównym brytyjskim szlakiem morskim na Bliski Wschód. Na południe od Suezu Brytyjczycy mieli tylko Port Sudan, mniej więcej w połowie wybrzeża sudańskiego, oraz bazę w Adenie, 100 mil (ok. 190 km) na wschód od Bab-el-Mandeb na Półwyspie Arabskim. Główne siły marynarki włoskiej pod dowództwem kontradmirała Mario Bonettiego stacjonowały w Massawie w Erytrei, 350 mil morskich (ok. 650 km) na północ od Bab-el-Mandeb. Flotylla Morza Czerwonego zdawała się być dobrze przygotowana do ataków na alianckie konwoje.
Brytyjscy łamacze kodów z Bletchley Park odszyfrowali włoskie rozkazy z 19 maja, zakodowane przy użyciu maszyn C38m, mówiące o potajemnym zmobilizowaniu armii i sił powietrznych w Afryce Wschodniej. 24 maja Brytyjczycy zatrzymali ruch handlowy do czasu wprowadzenia systemu konwojowego. Red Sea Force dowodzona przez kontradmirała Murraya, operująca z Adenu od kwietnia na lekkich krążownikach HMS „Liverpool” i HMAS „Hobart” („Liverpool” został wkrótce zastąpiony przez HMNZS „Leander”), została wzmocniona przez krążownik przeciwlotniczy HMS „Carlisle”, który popłynął na południe z konwojem BS 4, a także 28 Flotyllą Niszczycieli składającą się z HMS „Khartoum”, HMS „Kimberley”, HMS „Kingston” i HMS „Kandahar” oraz trzech slupów przeniesionych z Morza Śródziemnego. Siły te miały przeprowadzić blokadę Włoskiej Afryki Wschodniej (operacja Begum), zaatakować Flotyllę Morza Czerwonego i chronić szlak morski z Adenu do Suezu.
6 czerwca stawiacz min typu Azio „Ostia” postawił osiem zapór w pobliżu Massawy (łącznie 470 min morskich), a niszczyciel „Pantera” rozstawił 110 min w dwóch zaporach w pobliżu Assab następnego dnia. Kiedy Włochy wypowiedziały wojnę Wielkiej Brytanii 10 czerwca, w morze wyszły okręty podwodne. „Galileo Ferraris” popłynął do Somali Francuskiego, „Galileo Galilei” do Adenu, „Galvini” do Zatoki Omańskiej, a „Mecallé” do Port Sudan. 14 czerwca „Evangelista Torricelli” wypłynął na morze, aby ratować „Galileo Ferraris”, którego załoga została poszkodowana w wyniku zatrucia chlorometanem z systemu chłodniczego. „Macallé” został stracony, gdy osiadł na mieliźnie 15 czerwca. 18 czerwca załoga „Galileo Galilei” dokonała abordażu, po czym puściła wolno neutralny jugosłowiański parowiec „Dravo”, a następnego dnia zaatakowała uzbrojony trawler HMS „Moonstone” u wybrzeży Adenu. Włoski kapitan zginął w tym ataku, a okręt został zdobyty przez Brytyjczyków wraz z wieloma dokumentami, w tym rozkazami dla czterech kolejnych, włoskich okrętów podwodnych.
„Archimede”, „Perla” i „Guglielmotti” były na morzu od 19 do 21 czerwca. 26 czerwca „Guglielmotti” wpadł na mieliznę i doznał poważnych szkód, lecz został odholowany do portu. Dokumenty zdobyte na „Galileo Galilei” zostały wykorzystane przez Brytyjczyków do odnalezienia i zniszczenia „Evangelista Torricelli” 21 czerwca. Okręt podwodny płynął do macierzystej bazy, ale został przyłapany w pobliżu wyspy Perim i zatopiony przez niszczyciele „Kandahar”, „Kingston”, „Khartoum” oraz slup „Shoreham”. Kilka godzin po starciu eksplodowała torpeda na „Khartoumie”, uszkodzona wcześniej przez pocisk wystrzelony z „Evangelista Torricelli”. Wybuchł pożar, którego załoga nie zdołała opanować. „Khartoum” próbował dotrzeć do portu Perim oddalonego o 7 mil morskich (ok. 13 km), ale załoga i jeńcy musieli opuścić pokład; później eksplozja amunicji kompletnie zniszczyła okręt. Załoga slupa „Falmouth” wykorzystała dokumenty znalezione w „Galileo Galilei” do zatopienia „Luigi Galvani” w Zatoce Omańskiej 24 czerwca. 13 sierpnia „Galileo Ferraris” podjął nieudaną próbę przechwycenia pancernika HMS „Royal Sovereign” w drodze z Suezu do Adenu.

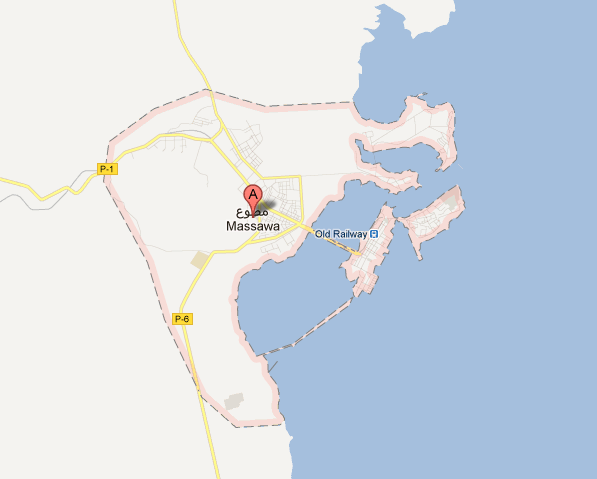
Massaua – baza marynarki Regia Marina

Od 13 do 19 sierpnia „Kimberley” i slup HMS „Auckland” ostrzeliwały oddziały włoskie posuwające się na zachód od Berbery w Somali Brytyjskim. Włoskie naloty na Berberę spowodowały lekkie zniszczenia na „Hobarcie”, ponieważ uczestniczył on w ewakuacji Berbery razem z „Carlisle”, „Caledon”, „Ceres”, „Kandahar” i „Kimberley” oraz slupami „Shoreham”, HMAS „Parramatta” i „Auckland”, pomocniczymi krążownikami „Chakdina”, „Chantala” i „Laomédon”, transportowcem HMIS „Akbaron” oraz statkiem szpitalnym HMHS „Vita”, przewożącym 5960 żołnierzy, 1266 cywilów oraz 184 rannych i chorych. 18 listopada krążownik HMS „Dorsetshire” ostrzelał Zante w Somali Włoskim. Royal Navy wspierała operacje lądowe i blokowała pozostałości włoskiej Flotylli Morza Czerwonego w Massawie. Pod koniec 1940 roku Brytyjczycy przejęli kontrolę nad szlakami przybrzeżnymi Afryki Wschodniej i Morza Czerwonego; siły włoskie w Afryce Wschodniej przeszły do defensywy, ponieważ skończyły im się paliwo, części zamienne i inne zaopatrzenie, które nie docierały z Włoch z powodu działań brytyjskiej marynarki wojennej. W październiku Włosi wykonali zaledwie sześć ataków powietrznych na konwoje i żadnego po 4 listopada.

#### Konwoje na Morzu Czerwonym
16 czerwca 1940 r. „Galileo Galilei” zatopił norweski tankowiec „James Stove” o wyporności 8215 ton rejestrowych, płynący samotnie 12 mil morskich (ok. 22 km) na południe od Adenu. 2 lipca pierwszy z konwojów BN (czyli płynących na północ), składający się z sześciu tankowców i trzech frachtowców, zebrał się w Zatoce Adeńskiej. Wszystkie włoskie wypady przeciwko konwojom BN (północnym) i BS (południowym) zakończyły się niepowodzeniem; od 26 do 31 lipca pomimo intensywnych poszukiwań „Guglielmotti” nie znalazł dwóch greckich transportowców, na które polował; wypady torpedowców „Cesare Battisti” i „Francesco Nullo” również zostały przerwane. „Guglielmotti” od 21 do 25 sierpnia, „Galileo Ferraris” pomiędzy 25 a 31 sierpnia, „Francesco Nullo” oraz „Nazario Sauro” 24 i 25 sierpnia oraz niszczycielom „Pantera” i „Tigre” 28 oraz 29 sierpnia również nie udało się znaleźć greckich statków na Morzu Czerwonym, pomimo raportów agentów oraz obserwacji prowadzonej przez zwiad powietrzny. Włoskie samoloty i okręty podwodne odniosły niewiele sukcesów. W nocy z 5 na 6 września wypłynęły w morze „Cesare Battisti”, „Daniele Manin” i „Nazario Sauro”, a 7 września w ślad za nimi niszczyciele „Leone” i „Tigre”, aby zaatakować aliancki konwój płynący w kierunku północnym (BN 4) zauważony przez zwiad powietrzny, lecz nie odszukali nieprzyjacielskich okrętów. Dalej na północ „Galileo Ferraris” i „Guglielmotti” również nie znaleźli BN 4, lecz „Guglielmotti” storpedował grecki tankowiec „Atlas” o wyporności 4008 ton rejestrowych na południe od Wysp Farasan, który płynął opóźniony za konwojem. „Leone”, „Pantera”, „Cesare Battisti” i „Daniele Manin” wraz z okrętami podwodnymi „Archimede” i „Gugliemotti” nie znaleźli konwoju składającego się z 23 jednostek wykrytych przez zwiad powietrzny. Statek „Bhima” (wyporność 5280 ton rejestrowych) z konwoju BN 5 został uszkodzony przez bomby lotnicze i stracił jednego zabitego; został on odholowany do Adenu i wyrzucony na brzeg. W sierpniu Brytyjczycy poprowadzili cztery konwoje w obie strony, pięć we wrześniu i siedem w październiku; łącznie Morzem Czerwonym przeszło 86 statków w konwojach BN i 72 w konwojach BS; Regia Aeronautica przeprowadziła tylko sześć ataków powietrznych w październiku i żadnego po 4 listopada.
Atak na Konwój BN 7 miał miejsce od 20 do 21 października i był jedynym atakiem włoskich niszczycieli na aliancki konwój morski, pomimo uzyskiwania dokładnych informacji na temat konwojów BN podczas mijania przez nie Somali Francuskiego. 31 okrętów z Konwoju BN 7 było eskortowanych przez krążownik „Leander”, niszczyciel „Kimberley”, slupy „Auckland”, HMAS „Yarra” i HMIS „Indus” oraz trałowce „Derby” i „Huntley”, z osłoną powietrzną z Adenu. „Guglielmo Marconi” i „Galileo Ferraris”, stacjonujące na północy, nie zdołały przechwycić konwoju, ale 21 października niszczyciele „Nazario Sauro” i „Francesco Nullo” z niszczycielami „Pantera”, „Leone” zaatakowali BN 7 ok. 280 km na wschód od Massawy. Atakujący spowodowali jednak tylko lekkie uszkodzenia jednego statku. „Kimberley” zmusił „Francesco Nullo” do osadzenia się na mieliźnie wyspy niedaleko Massawy, po walce koło wyspy Harmil rano 21 października. „Kimberley” został trafiony w maszynownię przez pociski artylerii lądowej, wskutek czego „Leander” musiał go odholować do Port Sudan. Uszkodzony „Francesco Nullo” został zbombardowany 21 października przez trzy Blenheimy z 45 Dywizjonu. Od 22 do 28 listopada „Archimede” i „Galileo Ferraris” popłynęły w celu zbadania raportów o konwoju, ale nic nie znaleźli, podobnie jak „Tigre”, „Leone”, „Daniele Manin”, „Nazario Sauro” i „Galileo Ferraris” od 3 do 5 grudnia. Od 12 do 22 grudnia „Archimede” wypłynął dwukrotnie po uzyskaniu danych o zaobserwowaniu nieprzyjacielskich statków, lecz oba wypady zakończyły się niepowodzeniem. Od czerwca do grudnia RAF eskortował 54 konwoje, z których tylko jeden statek został zatopiony, a drugi uszkodzony przez włoskie samoloty.

### Somali Francuskie 1940–1942

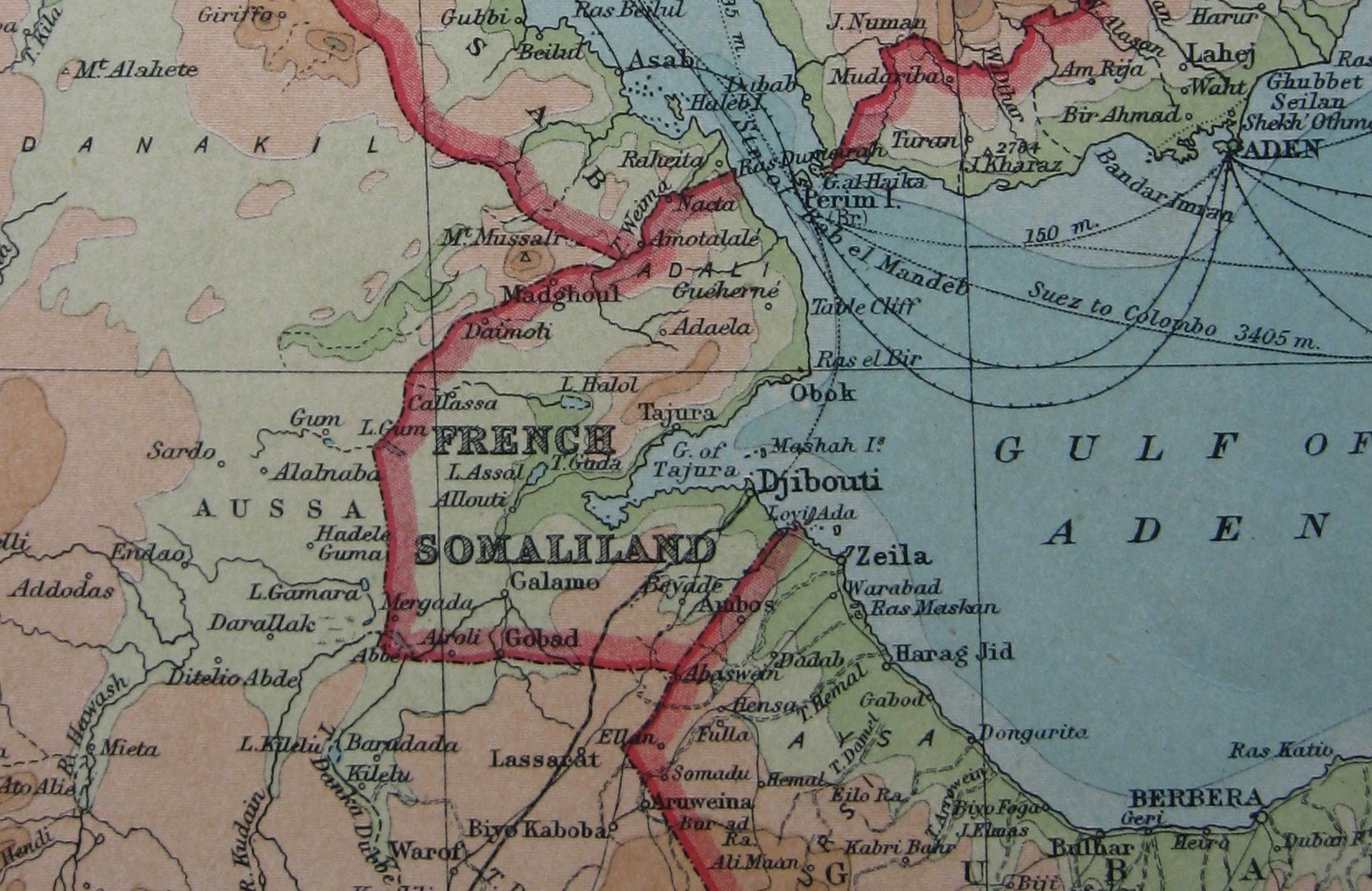
Mapa Somali Francuskiego w 1922 roku

Gubernator Somali Francuskiego, generał brygady Paul Legentilhomme miał garnizon złożony z siedmiu batalionów piechoty senegalskiej i somalijskiej, trzy baterie dział polowych, cztery baterie dział przeciwlotniczych, kompanię lekkich czołgów, cztery kompanie milicji i oddziałów nieregularnych, dwa plutony wyposażone w wielbłądy i pewną liczbę samolotów. Po swej wizycie w dniach 8–13 stycznia 1940 roku Wavell zdecydował, że Legentilhomme będzie dowodzić siłami zbrojnymi w obu Somali, jeśli nadejdzie wojna z Włochami. W czerwcu Włosi skoncentrowali wojska, aby zdobyć portowe miasto Dżibuti, główną bazę w Somali Francuskim.
Po upadku Francji w czerwcu, ogłoszenie neutralności francuskich kolonii przez rząd Vichy, pozwoliło Włochom skoncentrować się na słabiej bronionym Somali Brytyjskim. 23 lipca Legentilhomme został zastąpiony na stanowisku gubernatora przez oficera marynarki wojennej Francji Vichy Pierre’a Nouailhetasa i 5 sierpnia wyruszył do Adenu, by dołączyć do Wolnych Francuzów. We wrześniu Royal Navy ustanowiła blokadę morską Somali Francuskiego, a RAF zbombardował miasto Dżibuti. Brytyjczycy zmienili swoją politykę wobec francuskiej kolonii dopiero za zachętą Wolnych Francuzów, aby „bez rozlewu krwi obrócić Somali Francuskie na rzecz sprawy aliantów”. Jednostki Wolnych Francuzów stacjonujące przy granicy kolonii miały prowadzić kampanię propagandową pod kryptonimem operacja Marie w celu zachęcania mieszkańców Somali do poparcia rządu Charles’a de Gaulle’a, a Brytyjczycy przez ten czas mieli kontynuować blokadę kolonii.
Sugestia została zaakceptowana przez rząd brytyjski, ale ze względu na niedobór dostępnych jednostek morskich akcja rozpoczęła się dopiero na początku 1941 r. Przez sześć miesięcy Nouailhetas pozostawał chętny do udzielania koncesji na port i kolej, ale nie tolerował ingerencji Wolnych Francuzów w sprawy kolonii. Ponadto rozpoczęcie wojny z Japonią w grudniu 1941 r. doprowadziło do wycofania wszystkich statków odpowiedzialnych za prowadzenie blokady z wyjątkiem dwóch starych jednostek. 2 stycznia 1942 r. rząd Vichy zaproponował korzystanie z portu i kolei pod warunkiem zniesienia blokady, lecz Brytyjczycy nie byli już tą współpracą zainteresowani, gdyż po dokonaniu podboju Włoskiej Afryki Wschodniej korzystanie z francuskich portów w Afryce straciło sens. Royal Navy jednostronnie zakończyła blokadę w marcu 1942 r.

## Front północny, 1941

### Operacja Camilla
Operacja Camilla była akcją dezinformacyjną zaplanowaną przez podpułkownika Dudleya Clarke'a w celu oszukania Włochów i przekonania ich, że Brytyjczycy planują odzyskanie Somali Brytyjskiego siłami 4 i 5 Dywizji Indyjskiej, przeniesionymi z Egiptu do Gedaref i Port Sudan. W grudniu 1940 roku Clarke zaprojektował modelową operację, uwzględniającą zmiękczenie włoskiej obrony wokół Berbery poprzez naloty powietrzne i morskie z Adenu oraz rozprowadził mapy i broszury na temat klimatu, geografii oraz populacji Somali Brytyjskiego, które krążyły wśród ludności cywilnej w Egipcie. Fałszywe informacje zostały podrzucone japońskiemu konsulowi w Port Saidzie, były także przesyłane wiadomościami radiowymi bez szyfrowania, tak aby Włosi mogli łatwo je przechwycić. Operacja Camilla rozpoczęła się 19 grudnia 1940 roku, lecz pełne rozmiary osiągnęła na początku stycznia 1941 roku. Choć oszustwo się udało, to akcja przyniosła skutek odwrotny do zamierzonego, gdy Włosi zaczęli ewakuować Somali Brytyjskie, zamiast ściągać tam posiłki. Żołnierze zostali wysłani na północ, do Erytrei, gdzie nadchodził prawdziwy atak aliantów, a nie na wschód, jak chciał brytyjski wywiad. Jednak druga część operacji, z wprowadzającymi w błąd transmisjami niekodowanymi, przekonała Włochów, że w Kenii znajdują się dwie australijskie dywizje, co skłoniło Włochów do wzmocnienia obrony niewłaściwego obszaru.

### Erytrea

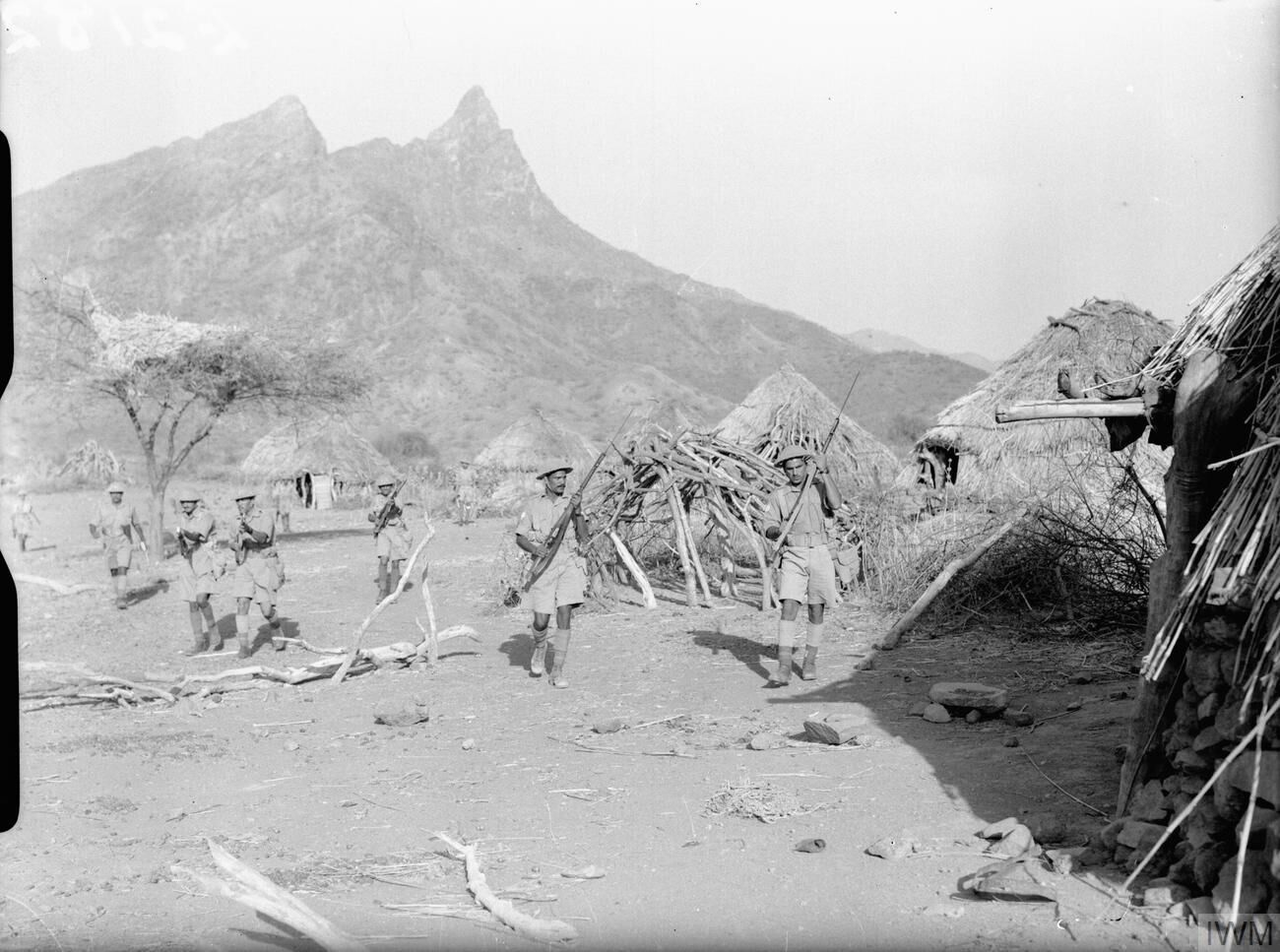
Wojska indyjskie oczyszczające wioskę w Erytrei, 1941

W listopadzie 1940 r. Gazelle Force operowało z delty rzeki Gash przeciwko wysuniętym włoskim posterunkom wokół Kassala na Wyżynie Abisyńskiej, gdzie wzgórza osiągają wysokość 610–910 m pomiędzy szerokimi dolinami, a opady powodują sezonową malarię od lipca do października. 11 grudnia Wavell nakazał 4 Dywizji Indyjskiej wycofać się z operacji Compass na Pustyni Libijskiej i przenieść się do Sudanu. Transfer trwał do początku stycznia 1941 r., a Platt zamierzał rozpocząć ofensywę na froncie północnym 8 lutego, atakiem szczypcowym na Kassalę w wykonaniu 4 i 5 Dywizji Indyjskich, pomniejszonymi o jedną brygadę. Wieści o włoskiej katastrofie w Egipcie, nękanie ich patroli przez Gazelle Force i działaniach Misji 101 w Etiopii doprowadziły Włochów do wycofania północnej flanki swoich sił do Keru i Wachai, a następnie, 18 stycznia, do pospiesznego odwrotu z Kassali i Tessenei do trójkąta Keru – Biscia – Aicota. Wavell nakazał Plattowi przyspieszenie terminu rozpoczęcia ofensywy z marca do 9 lutego, a następnie do 19 stycznia, kiedy wydawało się, że włoskie morale się rozpada. Odwrót Włochów skłonił Wavella do nakazania pościgu za przeciwnikiem. Żołnierze przybywający do Port Sudan (Briggs Force) mieli zaatakować Karorę i posuwać się równolegle do wybrzeża, aby spotkać się z pozostałymi siłami brytyjskimi nadciągającymi z zachodu.

#### Bitwy o Agordat i Barentu

Front północny: alianckie postępy w 1941 r.

Dwie drogi połączyły się w Agordacie i prowadziły do Keren, jedynej trasy do Asmary. 4 Dywizja Indyjska wraz z czołgami Matilda ze szwadronu B 4 Królewskiego Pułku Czołgów, które przybyły z Egiptu, została wysłana na odległość 64 km wzdłuż drogi do Sabderat i Wachai, a stamtąd tak daleko w kierunku Keru, na ile pozwoli zaopatrzenie. 5 Dywizja Indyjska miała zająć Aicotę i stamtąd być gotową do przemieszczenia się na wschód do Barentu lub na północny wschód do Biscii. Nie licząc ataków z powietrza, alianckiemu pościgowi Włosi przeciwstawili się dopiero w wąwozie Keru, utrzymywanym przez straż tylną 41 Brygady Kolonialnej. Brygada wycofała się w nocy z 22 na 23 stycznia, pozostawiając za sobą jako generała Ugo Fongoli, jego sztab i 800 żołnierzy, którzy zostali alianckimi jeńcami. 28 stycznia 3/14 Pułk Pendżabski wykonał manewr flankujący w kierunku góry Cochen na południu, jednak 30 stycznia pięć włoskich batalionów kolonialnych kontratakowało przy wsparciu artylerii górskiej, odrzucając Hindusów.
Rankiem 31 stycznia Hindusi ponownie zaatakowali i ruszyli w stronę głównej drogi w tej części Erytrei. 5 Brygada Indyjska zaatakowała na równinie wraz z Matyldami, pokonała Włochów, obezwładniła kilka włoskich czołgów i przecięła drogę do Keren. Włoska 2 Dywizja Kolonialna wycofała się, tracąc od 1500 do 2000 żołnierzy, 28 dział polowych oraz kilka czołgów średnich i lekkich. Barentu, utrzymywane przez 9 batalionów 2 Dywizji Kolonialnej (około 8000 ludzi), 32 działa oraz prawdopodobnie 36 okopanych czołgów M11/39 i samochodów pancernych, zostało zaatakowane przez 10 Indyjską Brygadę Piechoty z północy, gdzie napotkano zdecydowaną obronę Włochów, podczas gdy 29 Indyjska Brygada Piechoty posuwała się z zachodu, spowolniona przez niszczoną przez Włochów infrastrukturę oraz ich straż tylną. W nocy z 31 stycznia na 1 lutego Włosi wycofali się wzdłuż linii kolejowej w kierunku Tole i Arresy, a 8 lutego ścigające ich oddziały alianckie znalazły porzucone, sprawne pojazdy. Włosi zajęli pozycję na wzgórzach, pozostawiając otwartą drogę Tessenei–Agordat.

### Bitwa pod Keren

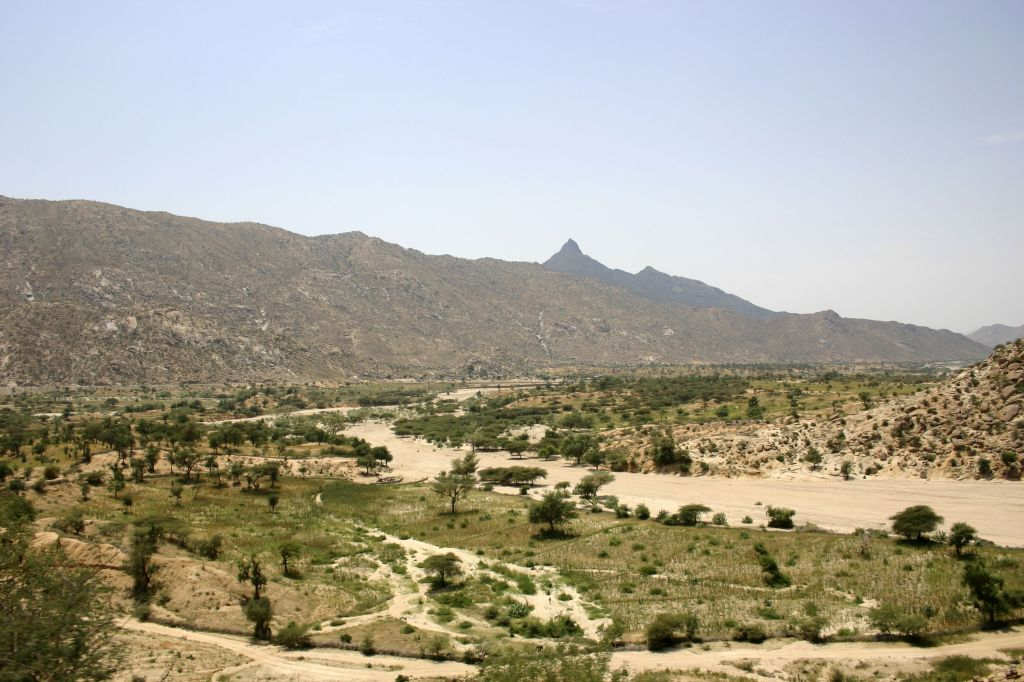
Współczesne zdjęcie pola bitwy pod Keren

12 stycznia książę Aosty wysłał jeden pułk z 65 Dywizji Piechoty „Granatieri di Savoia” (generał Amedeo Liberati) i trzy brygady kolonialne do Keren. 4 i 5 Indyjska Dywizja Piechoty posuwały się na wschód od Agordatu w pagórkowatym terenie, który stopniowo się podnosił w kierunku płaskowyżu Keren, przez dolinę Ascidira. Po lewej stronie znajdowały się skarpa i ostroga wznosząca się na wysokości 1800 m po prawej stronie drogi, a Włosi okopali się na wysoko położonym terenie, w którym dominowały masywy, wąwozy i góry. Tamtejsze pozycje obronne zostały zbudowane jeszcze przed wojną i wybrane jako główne pozycje obronne do ewentualnej osłony Asmary i wyżyn Erytrei przed brytyjską inwazją z Sudanu. 15 marca, po kilku dniach bombardowania, 4 Dywizja Indyjska zaatakowała po północnej i zachodniej stronie drogi, aby zająć teren na lewym skrzydle, gotowa do ataku 5 Dywizja Indyjska stała po wschodniej stronie.
Hindusi napotkali na zaciekłą obronę i poczynili w ciągu dnia niewielkie postępy, ale w nocy 5 Dywizja Indyjska zdobyła Fort Dologorodoc, położony 450 m nad doliną. Dywizje „Granatieri di Savoia” i „Alpini” kontratakowały siedem razy pomiędzy 18 a 22 marca, próbując odzyskać fort, ale ich ataki zakończyły się znacznymi stratami. Wavell poleciał do Keren, aby ocenić sytuację i 15 marca wraz z Plattem osobiście obserwował, jak Hindusi dokonali brawurowego, frontalnego ataku w górę drogi, ignorując ostrzał ze wzniesień po obu stronach i przedarli się przez wrogie umocnienia. Wczesnym rankiem 27 marca Keren zostało zdobyte po bitwie trwającej 53 dni, zamykając straty Brytyjczyków i wojsk Wspólnoty Narodów w liczbie 536 zabitych i 3229 rannych; straty włoskie za ten sam czas wyniosły 3000 zabitych etnicznych Włochów i 9000 żołnierzy kolonialnych, a ponadto 21 000 rannych. Włosi przeprowadzili odwrót bojowy, nieustannie atakowani z powietrza przez RAF, do Ad Teclesan położonego w wąskiej dolinie na drodze Keren–Asmara, ostatniej pozycji obronnej przed stolicą Erytrei, Asmarą. Klęska pod Keren zrujnowała morale sił włoskich, a kiedy Brytyjczycy zaatakowali rano 31 marca, włoskie pozycje od razu upadły; alianci wzięli 460 jeńców i zdobyli 67 dział; następnego dnia Asmara została ogłoszona miastem otwartym, a Brytyjczycy weszli do niej nie napotykając oporu.

### Massawa

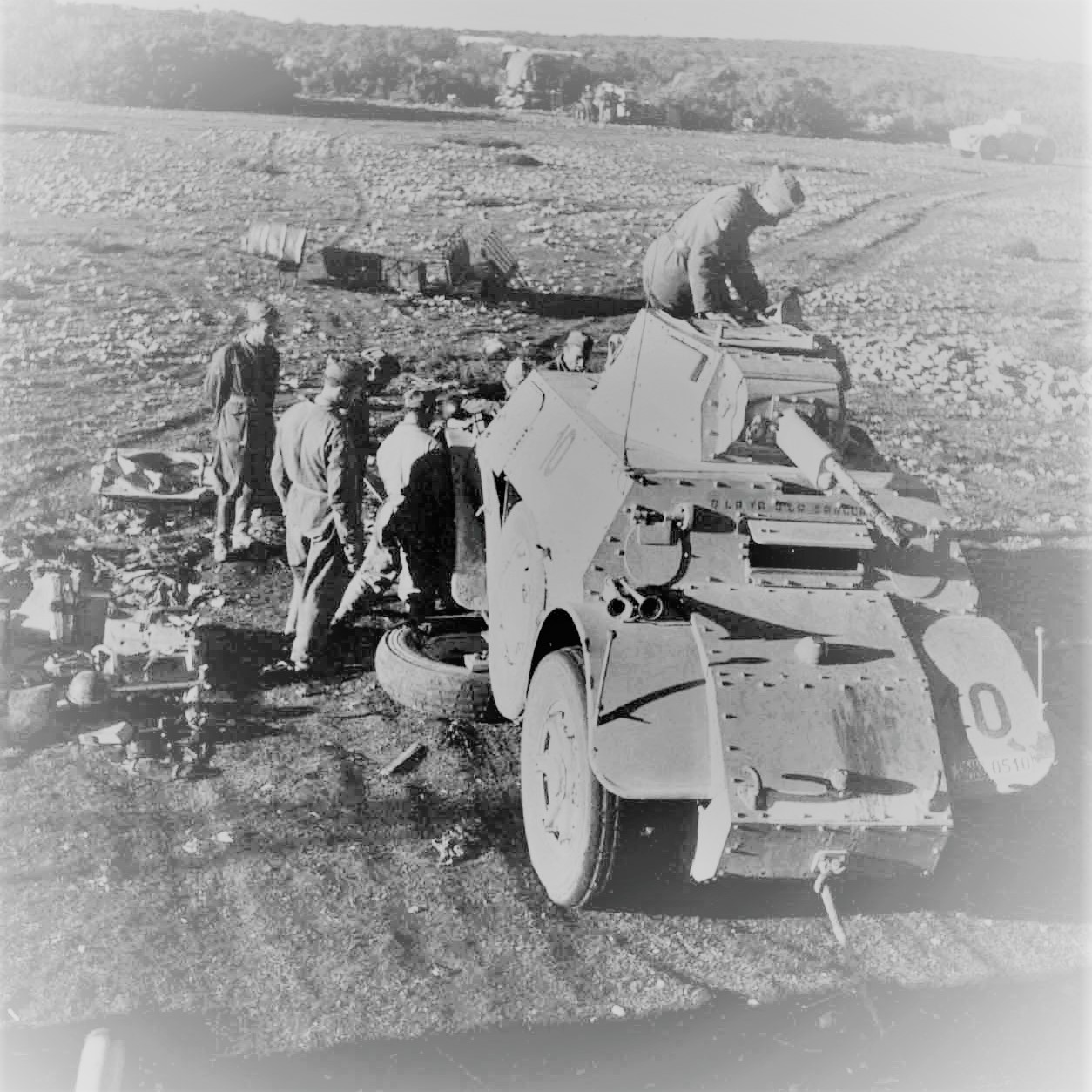
Włosi w Afryce Wschodniej naprawiający samochód pancerny

Admirał Mario Bonetti, dowódca włoskiej Flotylli Morza Czerwonego i garnizonu w Massawie, miał 10 000 żołnierzy i około 100 czołgów do obrony portu. Wieczorem 31 marca trzy z ostatnich sześciu niszczycieli w Massawie wypłynęły w morze, aby zaatakować brytyjskie jednostki w Zatoce Sueskiej, a następnie dokonać samozatopienia. „Leone” osiadł na mieliźnie i zatonął następnego ranka i akcję wstrzymano. 2 kwietnia ostatnie pięć niszczycieli wypłynęło, aby zaatakować Port Sudan, a następnie zatonąć. Major Heath zatelefonował do Bonettiego z ultimatum, by ten się poddał i nie blokował portu wrakami zatapianych statków, w przeciwnym razie grożąc nieudzielaniem żadnej pomocy włoskim obywatelom w Erytrei i Etiopii. 7 Indyjska Brygada Piechoty wysłała niewielkie siły w kierunku Adowa i Adigrat, podczas gdy reszta posunęła się drogą do Massawy, której wysokość opada o 2100 m na dystansie zaledwie 80 km. Hindusi spotkali się w Massawie z Briggs Force 5 kwietnia, która przemaszerowała przez bezdroża z północy.
Bonetti został ponownie wezwany do poddania się, ale odmówił i 8 kwietnia atak 7 Indyjskiej Grupy Brygadowej został odparty przez garnizon Massawa. Równoczesny atak 10 Indyjskiej Brygady Piechoty i czołgów szwadronu B 4 Królewskiego Pułku Czołgów na zachodnią stronę włoskiej obrony odniósł sukces. Wolni Francuzi zajęli nieprzyjacielskie pozycje na południowym zachodzie, podczas gdy RAF zbombardował pozycje włoskiej artylerii. Po południu Bonetti poddał się, a siły alianckie wzięły 9590 jeńców i zdobyły 127 dział. Stwierdzono, że port został zablokowany przez zatopienie dwóch dużych, pływających suchych doków, 16 dużych statków i pływającego dźwigu na wejściach do północnego portu morskiego, centralnego portu handlowego i głównego portu południowego. Włosi wrzucili również do wody tyle swojego sprzętu, ile zdołali przed wkroczeniem aliantów. Brytyjczycy ponownie otworzyli linię kolejową Massawa – Asmara 27 kwietnia, a do 1 maja port zaczął zaopatrywać 5 Indyjską Dywizję Piechoty. Kapitulacja Massawy zakończyła zorganizowany opór sił włoskich w Erytrei i wypełniła strategiczny cel wyeliminowania zagrożenia dla żeglugi na Morzu Czerwonym. 11 kwietnia prezydent USA Franklin Roosevelt uchylił, zgodnie z Neutrality Act, status Morza Czerwonego jako strefy walki, dopuszczając amerykańskie statki do korzystania z tej trasy do transportu zaopatrzenia na Bliski Wschód (USA przed atakiem na Pearl Harbor pozostawały formalnie neutralne).

### Zachodnia Etiopia, 1941

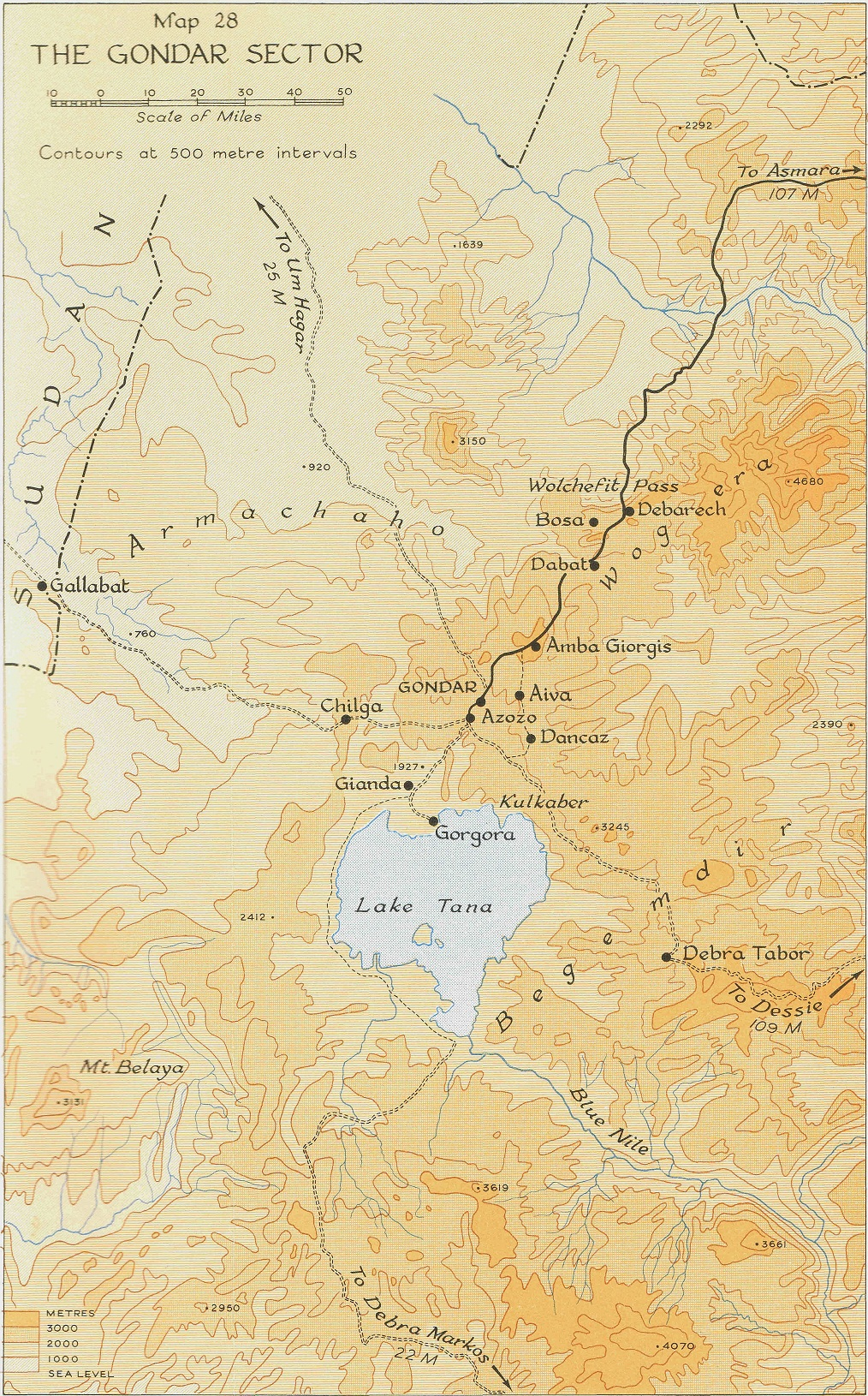
Sektor Gondaru podczas kampanii wschodnioafrykańskiej

Gideon Force była małą brytyjsko-afrykańską jednostką specjalną, która działała jako Corps d'Elite w ramach Sił Obronnych Sudanu, etiopskich sił regularnych i nieregularnych. W szczytowym momencie rozwoju jednostki, jej dowódca Orde Wingate miał pod sobą pięćdziesięciu oficerów, dwudziestu brytyjskich podoficerów, 800 dobrze wyszkolonych bojowników sudańskich i kolejnych 800 gorzej wyszkolonych etiopskich żołnierzy. Jednostka posiadała kilka moździerzy, lecz nie miała artylerii i wsparcia lotniczego, poza sporadycznym wsparciem bombowców. Gideon Force działała w trudnym terenie prowincji Gojjam na końcu długiej i wątłej linii zaopatrzenia, na której padły prawie wszystkie z 15 000 wielbłądów. Gideon Force i Arbegnoch (etiopscy partyzanci) w ciągu sześciu tygodni wyparli włoskie siły pod dowództwem generała Guglielmo Nasi, zdobywcy Somali Brytyjskiego i schwytali 1100 Włochów oraz 14 500 Etiopczyków walczących po stronie włoskiej, zdobyli dwanaście dział, wiele karabinów maszynowych, karabinów powtarzalnych i amunicji oraz ponad 200 zwierząt jucznych. Gideon Force zostało rozwiązane 1 czerwca 1941 r., a Wingate powrócił do swojej wojskowej rangi majora i został oddelegowany do Egiptu, podobnie jak wielu żołnierzy jego jednostki, którzy dołączyli do Long Range Desert Group (LRDG) 8 Armii.

#### Addis Abeba
Po zdobyciu Debre Markos i Addis Derra, etiopscy partyzanci na terytorium nadal znajdującym się pod kontrolą włoską, pod wodzą Ras Abebe Aregai skonsolidowali się wokół stolicy kraju, Addis Abeby, przygotowując się na powrót cesarza Selassiego. W odpowiedzi na szybko postępujące siły brytyjskie i Brytyjskiej Wspólnoty Narodów oraz na trwające powstanie powszechne etiopskich partyzantów, Włosi w Etiopii wycofali się do górskich fortec Gondar, Amba Alagi, Dessie i Gimma. Po negocjacjach zainicjowanych przez Wavella, książę Aosty nakazał gubernatorowi Abisynii, generałowi Agenore Frangipani, poddanie miasta, aby zapobiec masakrze włoskich cywilów, tak jak to miało miejsce w Dire Dawa. Wstydząc się, że przełożony nie pozwolił mu walczyć do końca, Frangipani następnego dnia popełnił samobójstwo, wstrzykując sobie do żył truciznę.
6 kwietnia 1941 r. Addis Abeba zostało zajęte przez etiopskie siły nieregularne wspierane przez brytyjskie samochody pancerne z Afryki Wschodniej; siły te przyjęły kapitulację miasta. Od jakiegoś czasu w mieście przebywała włoska policja w celu utrzymania porządku. 13 kwietnia Cunningham odesłał z miasta siły pod dowództwem brygadiera Dana Pienaara składające się z 1 Brygady Południowoafrykańskiej i skautów Campbella (etiopskich oddziałów nieregularnych dowodzonych przez brytyjskiego oficera), aby kontynuować natarcie na północ i połączyć się z siłami Platta posuwającymi się na południe. Selassie formalnie wkroczył do stolicy Etiopii 5 maja.

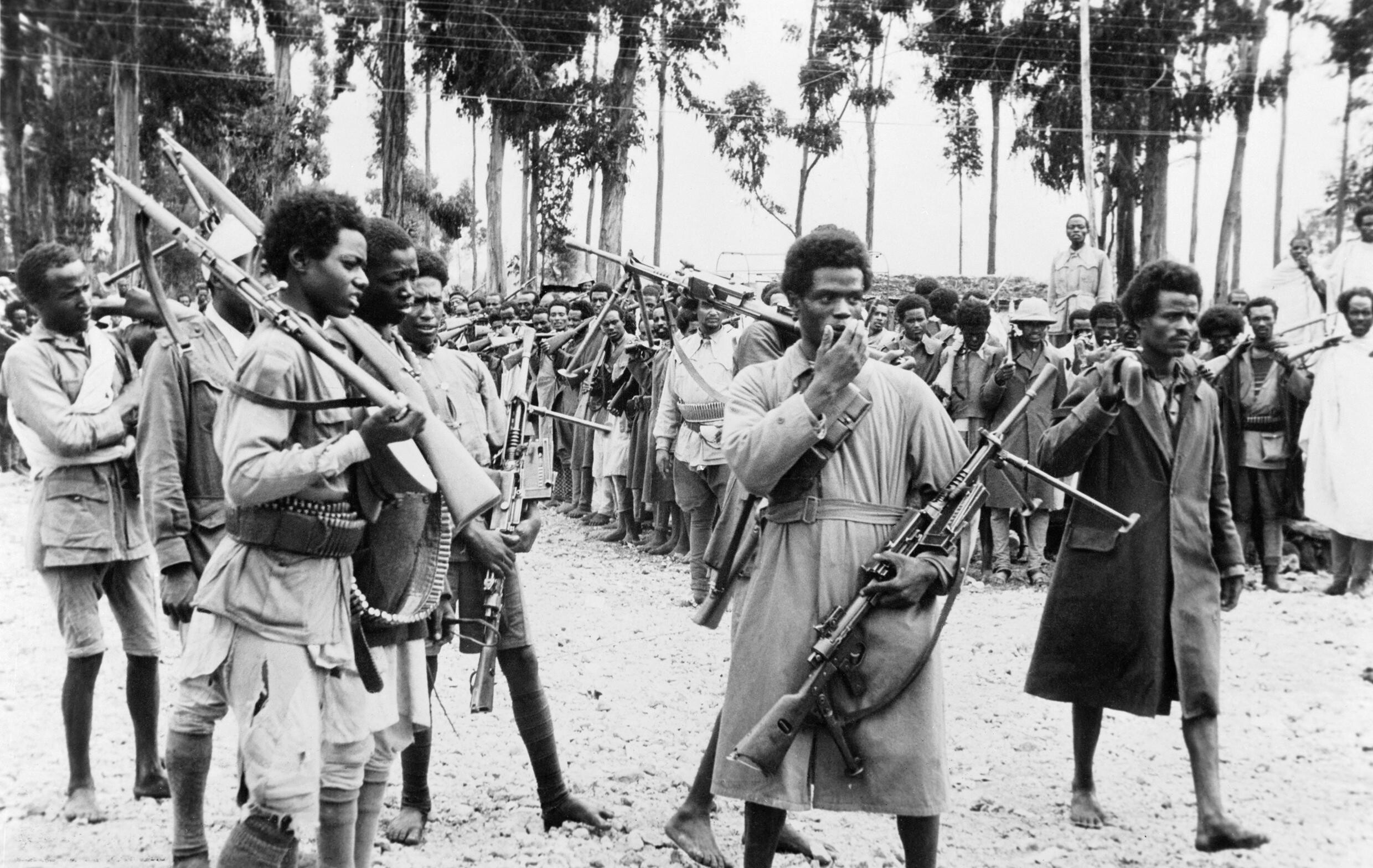
Etiopscy żołnierze sił nieregularnych gromadzą się w Addis Abebie, uzbrojeni w zdobyczną broń włoską, aby wysłuchać proklamacji zapowiadającej powrót do stolicy cesarza Haile Selassiego, maj 1941 r.

20 kwietnia Południowoafrykańczycy zdobyli Dessie, leżące na głównej drodze na północ od Addis Abeby do Asmary, około 320 km na południe od Amba Alagi. W ciągu ośmiu tygodni Brytyjczycy pokonali 2700 km z Tany do Mogadiszu kosztem 501 ofiar i ośmiu samolotów, przy czym zniszczyli większość włoskich sił powietrznych i lądowych. Od Debra Marqos Wingate ścigał Włochów i podjął szereg groźnych działań zaczepnych. Na początku maja większość oddziałów Gideon Force musiała jednak oderwać się od głównego natarcia, aby zabezpieczyć wkroczenie Hailie Selassiego do Addis Abeby. Do 18 maja pułkownik Maraventano okopał się w Agiborze, mając naprzeciwko siebie około 2000 uzbrojonych mężczyzn, głównie Etiopczyków, z czego tylko 160 przeszkolonych (100 z Batalionu Pogranicza Sił Obronnych Sudanu i 60 ze zreorganizowanego 2. batalionu etiopskiego).
Po obu stronach brakowało żywności, amunicji, wody i lekarstw. Wingate podjął więc próbę podstępu, wysyłając wiadomość do Maraventano, w której blefował o przybyciu posiłków i ostrzegał, że zbliżające się wycofanie wojsk brytyjskich pozostawi włoskich żołnierzy i cywilów na łasce żądnych zemsty etiopskich partyzantów. Maraventano omówił sytuację z włoską kwaterą główną w Gondar 21 maja i otrzymał wolną rękę w podjęciu decyzji o poddaniu się, co nastąpiło 23 maja. Do niewoli poszło 1100 żołnierzy włoskich i 5000 kolonialnych, 2000 kobiet i dzieci (głównie rodzin włoskich żołnierzy i urzędników) oraz 1000 miejscowych, którzy zajmowali się taborem zwierzęcym armii włoskiej. Gideon Force zostało zredukowane do zaledwie 36 regularnych żołnierzy, którzy pełnili formalną straż honorową podczas kapitulacji Agiboru, resztę stanowili etiopscy partyzanci.

## Front południowy, 1941

### Somali Włoskie

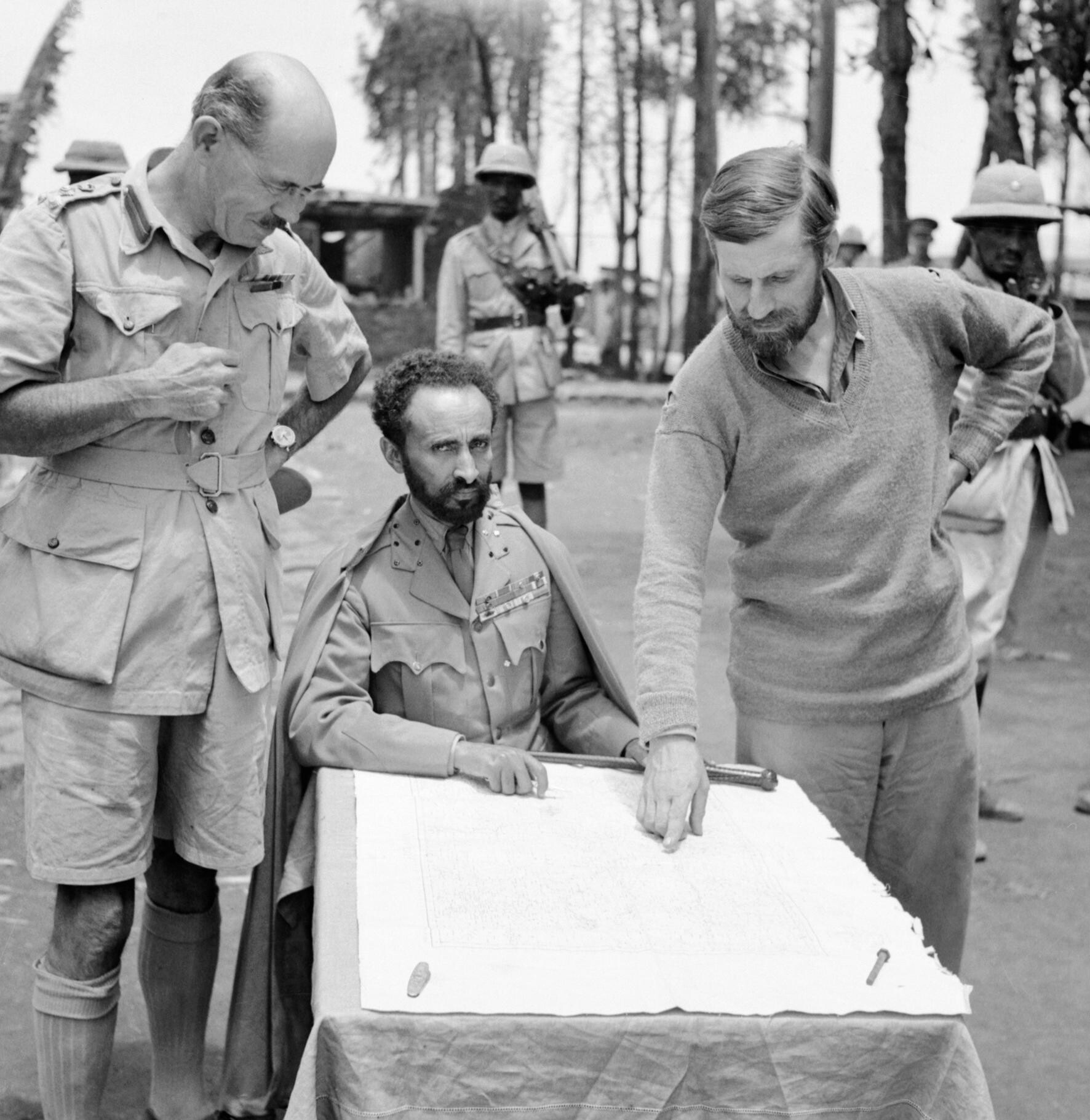
Cesarz Etiopii Haile Selassie (w pozycji siedzącej) z brygadierem Danielem Arthurem Sandfordem (po lewej) i pułkownikiem Wingatem (po prawej) w Forcie Dambacha, tuż po jego zdobyciu 15 kwietnia 1941 r.

W styczniu 1941 r. Włosi zdecydowali, że równiny Somali Włoskiego nie nadają się do obrony. 102 Dywizja Somalijska generała Adriano Santiniego i oddziały nieregularne (około 14 000 ludzi) wycofały się w dół rzeki Dżuba, a 101 Dywizja Somalijska generała Italo Carnevali również z oddziałami nieregularnymi (około 6000 ludzi) w górę rzeki, na bardziej sprzyjający obronie teren w górach Etiopii. Cunningham napotkał tylko kilku Włochów na zachód od Dżuby, reszta to oddziały nieregularne oraz wojska kolonialne w Afmadu i Kismayu, gdzie rzeka Dżuba wpada do Oceanu Indyjskiego. Przeciwko oczekiwanym sześciu brygadom i „sześciu grupom tubylców” utrzymujących Dżubę dla Włochów, Cunningham rozpoczął 24 stycznia operację Canvas, z czterema grupami brygadowymi z 11 i 12 Dywizji Afrykańskiej. Afmadu zostało zdobyte 11 lutego, a trzy dni później port Kismayu. 22 lutego miasto Jilib zostało zaatakowane z obu skrzydeł i od tyłu. Włosi zostali rozgromieni: 30 000 żołnierzy zginęło, zostało wziętych do niewoli lub zaginęło w buszu. Nic już nie mogło przeszkodzić brytyjskim oddziałom w pokonaniu 320 km w stronę Mogadiszu, stolicy i głównego portu Somali Włoskiego.
25 lutego 1941 r. nigeryjska 23 Brygada Zmechanizowana ze składu 11 Dywizji Afrykańskiej posunęła się na północ wzdłuż wybrzeża o 378 km w ciągu trzech dni i bez oporu zajęła somalijską stolicę, Mogadiszu. 12 Dywizja Afrykańska otrzymała rozkaz natarcia na Barderę i Isha Baidoa, lecz została zatrzymana z powodu trudności w wykorzystaniu Kismayu jako bazy zaopatrzeniowej. Oddział sforsował rzekę Dżubę w Somali Włoskim, posuwając się w kierunku miasta Dolo na granicy z Etiopią. Po przerwie, spowodowanej brakiem sprzętu do oczyszczenia portu w Mogadiszu ze zrzuconych wcześniej brytyjskich min magnetycznych, 11 Dywizja Afrykańska rozpoczęła 1 marca pościg za wycofującymi się siłami włoskimi na północ od Mogadiszu. Jednostka ścigała Włochów w kierunku płaskowyżu Ogaden. Do 17 marca 11 Dywizja Afrykańska zakończyła 17-dniowy wyścig włoską Drogą Imperialną (Strada Imperiale) z Mogadiszu do Dżidżigi w etiopskim Somali. Na początku marca siły Cunninghama zajęły większość Somali Włoskiego i posuwały się przez Etiopię w kierunku ostatecznego celu ofensywy, Addis Abeby. 26 marca zostało zdobyte miasto Harar, gdzie wzięto 572 jeńców i zdobyto 13 dział. 23 Brygada Nigeryjska pokonała prawie 1600 km w 32 dni. 29 marca Dire Dawa zostało zajęte przez wojska południowoafrykańskie, po tym jak włoscy koloniści zaapelowali o pomoc w związku z dezerterami, którzy rabując okoliczne wioski dopuszczali się okrucieństw.

### Somali Brytyjskie 1941
Operacja odbicia Somali Brytyjskiego rozpoczęła się 16 marca 1941 r. od wypłynięcia wojsk desantowych z Adenu i miała się okazać pierwszym udanym desantem morskim aliantów na bronionym brzegu w czasie II wojny światowej. Siły Uderzeniowe Adenu, składające się z około 3000 ludzi, miały zostać przetransportowane na dystansie około 230 km przez osiem okrętów marynarki wojennej, a jednostki cywilne przenosić ciężki sprzęt. Żołnierze mieli wylądować na plażach w obrębie raf koralowych na wschód i zachód od Berbery, aby zabezpieczyć miasto i rozpocząć odzyskiwanie Somali Brytyjskiego. Pojawiły się wątpliwości co do możliwości pokonania raf koralowych w nocy, gdy wszystkie miasta były zaciemnione, lecz ryzyko zostało podjęte. 16 marca około 16 km na północ od miasta i 910 m od brzegu, siły desantowe przygotowywały się do lądowania, podczas gdy wysunięte grupy przecieraczy szlaków szukały miejsc desantu, aby naprowadzić na nie główne siły. 1/2 i 3/15 Pułk Pendżabski Brytyjskiej Armii Indyjskiej (ewakuowane z tego samego portu w sierpniu 1940 r.) oraz oddział somalijskich komandosów wylądowały w Berberze jako Force D (wspierały je krążowniki HMS „Glasgow” i „Caledon”, niszczyciele „Kandahar” i „Kipling”, krążowniki pomocnicze „Chakdina” i „Chantala”, indyjskie trawlery „Netavati” i „Parvati”, dwa transportowce oraz małe łodzie ML 109). Kiedy Sikhowie wylądowali na brzegu, włoska 70 Brygada Kolonialna rozpierzchła się w nieładzie. 20 marca została zdobyta Hargejsa, ale kilka następnych miesięcy trwało oczyszczanie jej z maruderów. W połowie kwietnia został ponownie utworzony Somalijski Korpus Wielbłądzi, aby prowadzić działania przeciwko lokalnym bandytom. Główne siły brytyjskie posunęły się tymczasem na zachód do wschodniej Etiopii, a pod koniec marca połączyły się z siłami z frontu południowego w rejonie Harar i Diredawa. Siły Cunninghama mogły być teraz skutecznie zaopatrywane przez Berberę.

### Amba Alagi
Po upadku Keren książę Aosty wycofał się na Amba Alagi, górę o wysokości 3409 m n.p.m., w której wydrążono siec tuneli łączących punkty umocnione, pozycje artyleryjskie i magazyny zaopatrzenia. Oddziały brytyjskie nacierające z południa zajęły Addis Abebę 6 kwietnia. Wavell narzucił politykę unikania dużych operacji w Erytrei i północnej Etiopii, co utrudniłoby wycofanie wojsk do Egiptu. Pozostałe w regionie wojska włoskie nie stanowiły zagrożenia dla Sudanu, ale mogły przeszkodzić w utrzymaniu dotychczasowych zdobyczy we Włoskiej Afryce Wschodniej. 1 Dywizja Południowoafrykańska była potrzebna w Egipcie, a Cunningham otrzymał rozkaz wysłania jej na północ, aby przejęła główną drogę do Massawy i Port Sudan, które to porty mogły zostać wykorzystane do zaokrętowania dywizji i odesłania jej do Egiptu. Amba Alagi blokowała jej jednak drogę na północ. 5 Dywizja Indyjska nacierała bezpośrednio z południa, podczas gdy Południowoafrykańczycy posuwali się na północ trasą okrężną. Główny atak 5 Dywizji Indyjskiej rozpoczął się 4 maja, lecz postępował powoli. 10 maja do bitwy włączyła się 1 Brygada Południowoafrykańska i zamknęła pierścień okrążenia wokół góry. Hindusi ponownie zaatakowali 13 maja, a następnego dnia Południowoafrykańczycy przeprowadzili własne natarcie i wyparli Włochów z kilku pozycji obronnych. Zaniepokojony sytuacją rannych oraz pogłoskami o okrucieństwach popełnianych przez etiopskich partyzantów, książę Aosty zaproponował aliantom swoją kapitulację pod warunkiem, że Włosi otrzymają prawo do oficjalnej ceremonii kapitulacyjnej. 19 maja książę Aosty i 5000 żołnierzy włoskich przemaszerowało obok gwardii honorowej do brytyjskiej niewoli.

### Południowa Etiopia

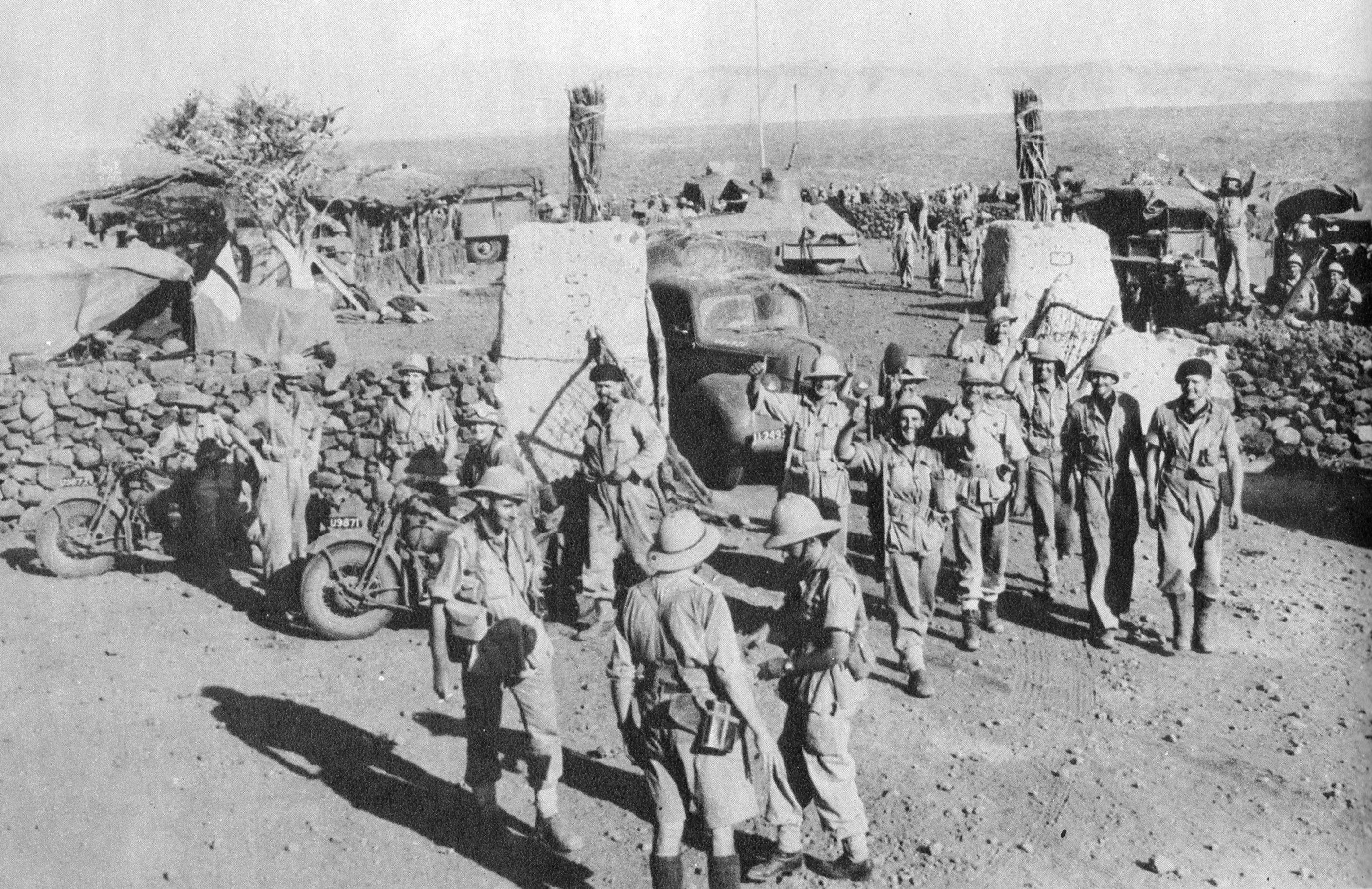
Fort Hobok zdobyty przez 1 Południowoafrykańską Dywizję Piechoty, luty 1941 r.

Siły wschodnioafrykańskie na froncie południowym obejmowały 1 Dywizję Południowoafrykańską generała dywizji George’a Brinka, 11 Dywizję Afrykańską generała dywizji Henry’ego Edwarda de Robillarda Wetheralla i 12 Dywizję Afrykańską generała dywizji Alfreda Reade Godwin-Austena (dywizje afrykańskie składały się z wojsk wschodnioafrykańskich, południowoafrykańskich, nigeryjskich i ghańskich pod dowództwem oficerów brytyjskich, rodezyjskich i południowoafrykańskich). W styczniu 1941 r. Cunningham zdecydował się przeprowadzić swoje pierwsze ataki bezpośrednio przez granicę Kenii do południowej Etiopii. Chociaż zdawał sobie sprawę, że zbliżająca się pora deszczowa uniemożliwi bezpośrednie posuwanie się tą drogą do Addis Abeby, miał nadzieję, że akcja ta sprowokuje wybuch powstania Etiopczyków na południu kraju przeciwko Włochom (spisek jednak się nie powiódł). Cunningham wysłał 1 Dywizję Południowoafrykańską (składającą się z 2 i 5 Brygady Południowoafrykańskiej oraz 21 Wschodnioafrykańskiej), a także samodzielną brygadę z Afryki Wschodniej do prowincji Galla-Sidamo. Pomiędzy 16 do 18 stycznia 1941 r. alianci zdobyli El Yibo, a 19 lutego straż przednia 1 Dywizji Południowoafrykańskiej zajęła Jumbo. 24 i 25 stycznia wojska Cunninghama walczyły na trasie zwanej Turbi Road.

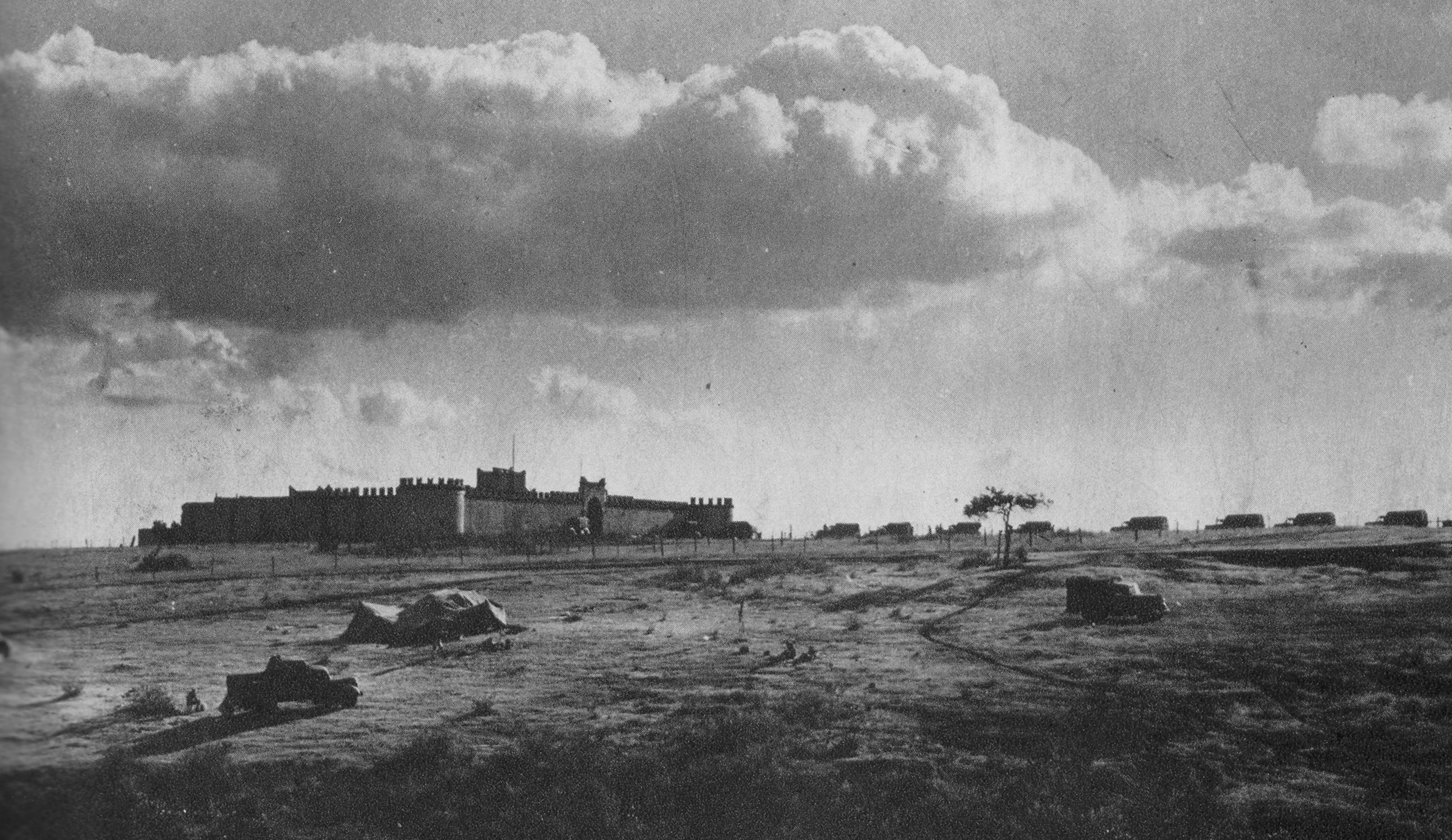
Fort Mega przed atakiem 1 Południowoafrykańskiej Dywizji Piechoty

Ofensywa w południowej Etiopii została zatrzymana w połowie lutego przez ulewne deszcze, które bardzo utrudniały poruszanie się wojsk i transport zaopatrzenia. 1 lutego alianci zdobyli Gorai i El Gumu. Następnego dnia zajęli Hoboka. Po walkach w dniach 8–9 lutego zostało zdobyte miasto Banno. 15 lutego walki toczyły się na Yavello Road. Następnie dwie brygady południowoafrykańskie rozpoczęły podwójny manewr oskrzydlający na Fort Mega. Po trzydniowej bitwie, w której wielu Południowoafrykańczyków wyposażonych do działań w warunkach tropikalnych ucierpiało z powodu ulewnego deszczu i temperatur bliskich zeru, 18 lutego zdobyli Fort Mega. Moyale, położone 110 km na południowy wschód od Mega, na granicy z Kenią, zostało zajęte 22 lutego przez patrol nieregularnych oddziałów etiopskich, które zostały przyłączone do dywizji południowoafrykańskiej.

### Wojna na morzu, 1941

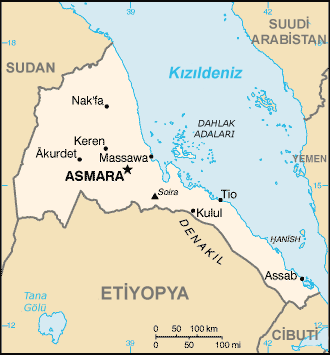
Mapa Erytrei pokazująca porty Massawa i Assab

Sukces operacji Begum w przejęciu kontroli nad morzami Afryki Wschodniej ułatwił dostawy zaopatrzenia dla brytyjskich sił lądowych; statki płynące do i z Morza Śródziemnego wspierały okręty Red Sea Force w operacjach na morzu. Niemiecki statek handlowy MS „Tannenfels” wypłynął z Kisimayu w Somali Włoskim 31 stycznia i spotkał się pomiędzy 14 a 17 lutego z ciężkim krążownikiem „Admiral Scheer”, pomocniczym krążownikiem HKS „Atlantis” i trzema brytyjskimi okrętami wziętymi jako łup wojenny. Lotniskowiec HMS „Formidable”, będący w drodze na Morze Śródziemne, aby zastąpić tam „Illustrious”, utworzył Force K z krążownikiem „Hawkins” i w operacji Breach 2 lutego 1941 r. wysłał ze swojego pokładu samoloty Fairey Albacore do zaminowania portu w Mogadiszu, a także zbombardowania składu broni i amunicji, lotniska, dworca kolejowego, zbiorników na paliwo i budynku odprawy celnej w Ras Sip. Krążowniki „Shropshire”, „Ceres” i „Colombo” zablokowały Kisimayu, a na Morzu Czerwonym „Pantera”, „Tigre” i „Leone” stacjonujące w Massawie dokonały kolejnego, bezowocnego wypadu.
Leatham utworzył Force T z lotniskowcem HMS „Hermes”, krążownikami „Shropshire”, „Hawkins”, „Capetown” i „Ceres” oraz z niszczycielem „Kandahar” w celu wsparcia operacji Canvas, inwazji na Somali Włoskie z Kenii. Około pięćdziesięciu włoskich i niemieckich statków handlowych utknęło w Massawie i Kisimayu w momencie wybuchu wojny i niewiele z nich było zdolnych do wypłyniecia na otwarte morze do czasu brytyjskiej inwazji na Włoską Afrykę Wschodnią, lecz taką próbę podjęło około dwunastu statków. W nocy z 10 na 11 lutego osiem włoskich i dwa niemieckie statki wypłynęły z Kisimayu do Mogadiszu lub Diego Suarez (obecnie Antsiranana) na Madagaskarze. Trzy włoskie statki zatopiono w Kisimayu 12 lutego, gdy wojska brytyjskie dotarły w pobliże portu, który został zdobyty przy wsparciu „Shropshire” dwa dni później. Pięć włoskich statków zostało zauważonych przez samoloty z „Hermesa” i ostrzelanych przez „Hawkinsa”, a niemiecki statek „Uckermark” został zatopiony. Niemiecki „Askari” i włoski „Pensilvania” wyszły z Mogadiszu i zostały zniszczone przez bomby lotnicze oraz ostrzał z alianckich okrętów; zaledwie dwa włoskie statki dotarły na Madagaskar.
Czekając na rozbrojenie min w Kanale Sueskim, „Formidable” przeprowadził operację Composition w nocy z 12 na 13 lutego, wysyłając 14 Albacorów do ataku na Massawę, połowę z nich z bombami, a drugą połowę z torpedami. Atak został zdezorganizowany przez nisko wiszące chmury; co prawda SS „Monacalieri” o wyproności 5723 ton rejestrowych został zatopiony, ale osiągnięto niewiele więcej. 13 lutego „Hermes” zaatakował Kismayu samolotami Fairey Swordfish, a krążownik „Shropshire” ostrzelał artylerią okrętową obronę wybrzeża, składowiska zaopatrzenia i pozycje wojsk włoskich. Samoloty Supermarine Walrus ze „Shropshire” zaatakowały Baraawe, podczas gdy włoskie bombowce były bliskie trafienia w jeden z brytyjskich okrętów. Kiedy Kismayu zostało zdobyte 14 lutego, piętnaście z szesnastu statków handlowych państw Osi cumujących w porcie zostało schwytanych przez aliantów. Na Morzu Czerwonym lotniskowiec „Formidable” przeprowadził operację Composition na trasie do Suezu; jego 14 Albacore'ów zaatakowało Massawę 13 lutego i zatopiło statek handlowy „Moncaliere” o wyporności 5723 ton rejestrowych oraz zadało niewielkie uszkodzenia innym jednostkom.

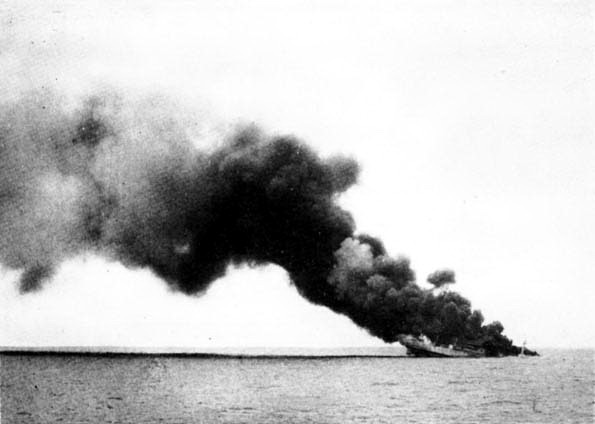
Tonący włoski krążownik pomocniczy „Ramb I”, 1941 r.

Statek kolonialny „Eritrea” uciekł z Massawy 18 lutego, a 21 lutego „Formidable” wysłał siedem Albacore'ów, aby zbombardowały port; cztery samoloty zostały trafione ogniem przeciwlotniczym, lecz wszystkie wróciły. W nocy odpłynęły krążownik pomocniczy „Ramb I” o wyporności 3667 ton rejestrowych i niemiecki „Coburg” (7400 ton rejestrowych), a 22 lutego – „Ramb II”. 27 lutego „Ramb I” został przechwycony przez „Leandera” i zatopiony na północ od Malediwów, lecz „Erytrea” oraz „Ramb II” skutecznie uciekły i dotarły do Kobe w Japonii. Po tym, jak 25 lutego upadło Mogadiszu, przetrzymywani tam brytyjscy marynarze handlowi, wzięci do niewoli przez niemieckie załogi, zostali wyzwoleni. 1 marca pięć Albacore'ów z „Formidable” lecących z lądowiska w Mersa Taclai ponownie zaatakowało Massawę, ale spowodowało niewielkie szkody. MS „Himalaya” o wyporności 6240 ton rejestrowych wypłynął w morze 1 marca i dotarł do Rio de Janeiro 4 kwietnia. 4 marca „Coburg” ze zdobytym tankowcem „Ketty Brovig” (7 031 ton rejestrowych) został zauważony przez samolot rozpoznawczy lecący z australijskiego krążownika HMAS „Canberra” na południowy wschód od Seszeli; kiedy zbliżały się do niego „Canberra” i „Leander”, załogi państw Osi dokonały samozatopienia swoich statków.
Pomiędzy 1 a 4 marca okręty podwodne „Guglielmo Marconi”, „Galileo Ferraras”, „Perla” i „Archimede” wypłynęły z Massawy kierując się do bazy Betasom we francuskim Bordeaux, z której operowała włoska flotylla okrętów podwodnych operujących na Atlantyku. Okręty przybywały do tej bazy między 7 do 20 maja, zaopatrywane po drodze przez niemieckie statki handlowe na południowym Atlantyku. 16 marca Force D z Adenu przeprowadziła operację Appearance, lądowanie pod Berberą zapoczątkowujące odzyskanie Somali Brytyjskiego. Statki Osi „Oder” (wyporność 8516 ton rejestrowych) oraz „India” (6 366 ton rejestrowych) wypłynęły z Massawy 23 marca, lecz „Shoreham” dogonił „Oder” w cieśninie Perim, zachodniej części cieśniny Bab-el-Mandeb i załoga zatopiła własny statek; „India” natomiast schroniła się w Assab. „Bertrand Rickmers” (4188 ton rejestrowych) próbował uciekać 29 marca, ale został przechwycony przez „Kandahar” i zatopiony; „Piave” wyruszył 30 marca, lecz dotarł tylko do Assab. 31 marca trzy włoskie niszczyciele w Massawie wyruszyły przeciwko alianckim okrętom w Zatoce Sueskiej; „Leone” osiadł na mieliźnie pod Massawą i musiał zostać zatopiony, po czym plany dalszego wypadu zostały porzucone. SS „Lichtenfels” odpłynął 1 kwietnia, ale został zmuszony do zawrócenia.

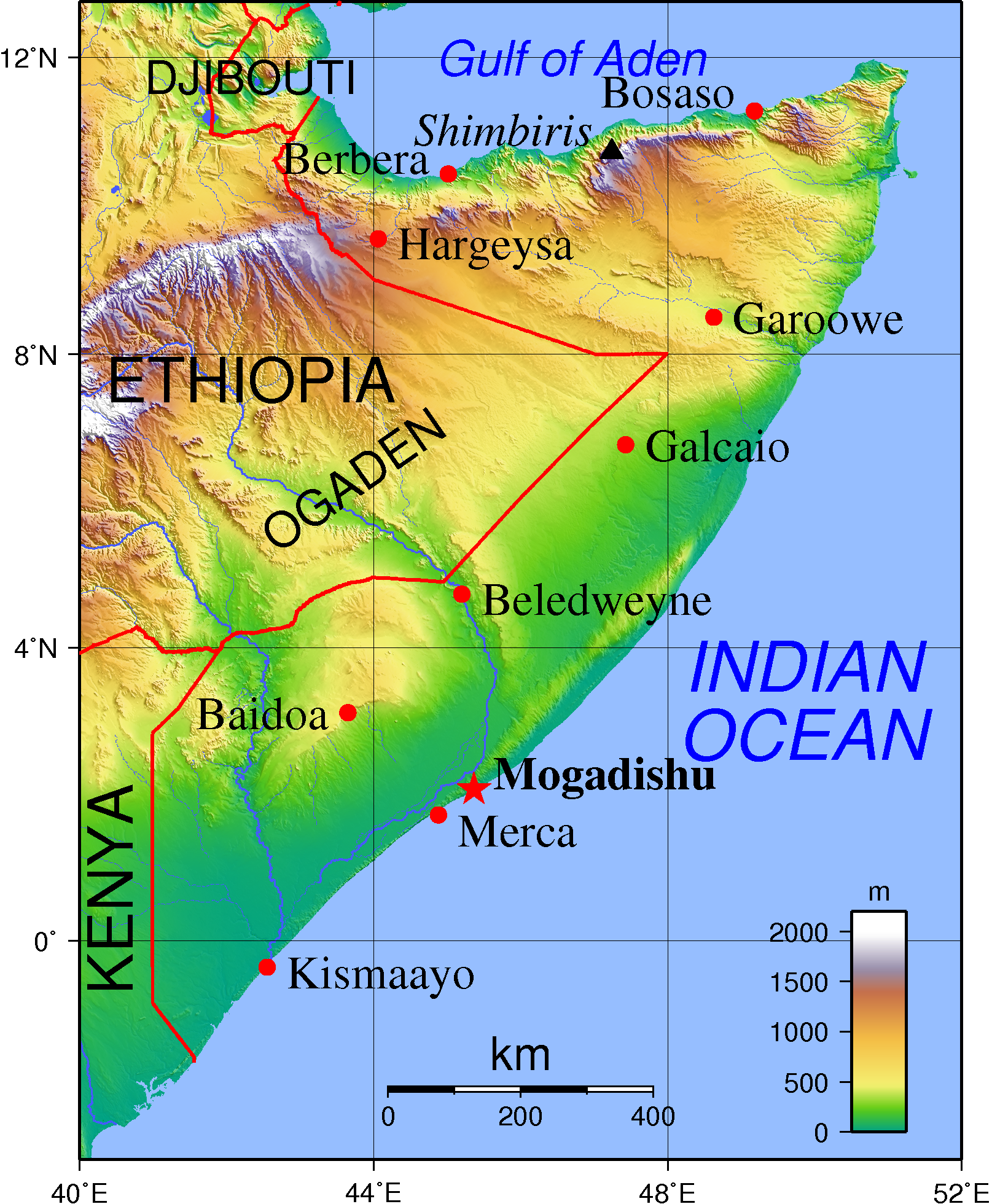
Mapa topograficzna Somalii przedstawiająca porty i najważniejsze miasta śródlądowe

2 kwietnia pięć pozostałych włoskich niszczycieli miało zaatakować zbiorniki paliwa w Port Sudan, a następnie dokonać samozatopienia, lecz samoloty zwiadowcze RAF-u operujące z Adenu zauważyły okręty. Podczas gdy HMS „Eagle” czekał na przejście z Morza Śródziemnego na Ocean Indyjski, 813 i 824 Dywizjon Lotnictwa Morskiego, z 17 bombowcami torpedowymi Swordfish, zostały przeniesione do Port Sudan. 2 kwietnia dwa Swordfishe zbombardowały frachtowiec w Marce, a o świcie 3 kwietnia o 4:30 rano sześć samolotów rozpoczęło poszukiwania nieprzyjacielskich okrętów. O 5:11 jeden samolot zauważył cztery włoskie niszczyciele 20 mil morskich (ok. 37 km) na wschód od Port Sudan. Trzy inne Swordfishe zostały wezwane z patrolu, po czym razem we czwórkę zaatakowały dwa z nieprzyjacielskich okrętów, „Nazario Sauro” i „Cesare Battisti”, uzyskując kilka trafień w pobliżu celu bombami o masie 110 kg. Jeden Swordfish pozostał na miejscu, by śledzić okręty, podczas gdy pozostałe trzy wróciły do bazy w celu uzupełnienia amunicji. O 8:13 okręty zaatakowało siedem Swordfishów. „Nazario Sauro” został trafiony wszystkimi sześcioma bombami zrzuconymi z jednego Swordfisha i szybko zatonął; uszkodzenia w pozostałych trzech okrętach zostały spowodowane przez trafienia w pobliżu celu. Pięć Blenheimów z 14 Dywizjonu RAF-u przybyło na czas, aby zobaczyć, jak „Nazario Sauro” został trafiony, po czym same zaatakowały „Cesare Battisti”. Po walce załogi Blenheimów poinformowały, że marynarze opuścili okręt, niszczyciel płonął, eksplodował i zatonął, lecz w rzeczywistości został on później znaleziony na plaży przy arabskim wybrzeżu.
O 10:10 inne cztery Swordfishe znalazły włoskie niszczyciele 100 mil morskich (ok. 190 km) od miejsca pierwszego ataku. „Daniele Manin” został trafiony w śródokręcie dwoma bombami, ponadto trzy Swordfishe zrzuciły bomby w niewielkiej odległości od celu, a załoga opuściła okręt. Ostatnie dwa niszczyciele pozostawały niewykryte, mimo bycia w zasięgu brytyjskich dwupłatowców. „Pantera” i „Tigre” zostały znalezione dopiero 12 mil (ok. 22 km) na południe od Dżuddy, gdzie porzuciły je załogi. Blenheimy z 14 Dywizjonu i Wellesley'e z 223 Dywizjonu z Port Sudan odnotowały trafienia w oba okręty, z których jeden zapalił się. Niszczyciel „Kingston” dobił je ogniem artylerii okrętowej. „Vincenzo Orsini”, który osiadł na mieliźnie w Massawie, zdołał odpłynąć i ostatecznie został zatopiony w porcie 8 kwietnia po zbombardowaniu przez Swordfisha z 813 Dywizjonu; torpedowiec „Giovanni Acerbi” również został zatopiony przez samoloty. 7 kwietnia, przed swoim zatonięciem, przestarzała włoska motorowa łódź torpedowa MAS-213, pamiętająca czasy I wojny światowej, skutecznie storpedowała brytyjski krążownik HMS „Capetown”, eskortujący trałowce z Massawy. „Capetwon” został odholowany do Port Sudan, by ostatecznie popłynąć do Bombaju, gdzie przez rok był remontowany, a następnie zdegradowany do funkcji statku mieszkalnego.

## Ostatnie operacje, maj – listopad 1941

### Assab

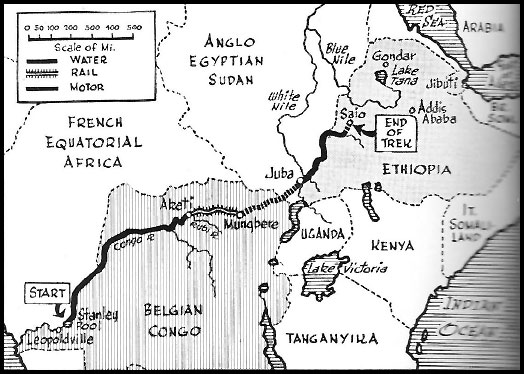
Mapa przedstawiająca trasę przemarszu wojsk belgijskich z Konga do Etiopii

Po kapitulacji księcia Aosty pod Amba Alagi 18 maja 1941 r., niektóre siły włoskie utrzymywały się jeszcze w Assab, ostatnim włoskim porcie nad Morzem Czerwonym. Od 10 do 11 czerwca została przeprowadzona operacja Chronometer, z niespodziewanym lądowaniem w Assab przez 3/15 Pułk Pendżabski, przetransportowany z Adenu przez flotyllę składającą się z HMS „Dido”, „Indus”, „Clive”, „Chakdina” i SS „Tuna”. Dido ostrzeliwał brzeg od 5:05 do 5:12; a samoloty zbombardowały port, zagłuszając dźwięk silników dwóch motorówek, z których każda przewoziła trzydziestu żołnierzy pierwszego rzutu. O 5:19 Pendżabczycy wyszli na molo, nie napotykając oporu, a dwóch włoskich generałów, Area Pietro Piacentini i Settore Nord, zostało złapanych we własnych łóżkach. Meldunek o sukcesie pierwszego etapu operacji został wysłany o 6:00 rano.
Flotylla wpłynęła do portu w Assabie podążając za trałowcem i wyładowała na brzeg resztę Pendżabczyków, część podzielona na grupy przeszukała pobliskie wyspy stwierdzając, że są one niezamieszkane i nieobsadzone przez Włochów. O godzinie 7:00 cywilny gubernator został zabrany na pokład Dido i przekazał Assabę starszemu oficerowi Red Sea Force, kontradmirałowi Ronaldowi Halifaxowi oraz dowódcy wojsk lądowych, brygadierowi Harry’emu Dimoline. Wieczorem w Assab został schwytany kapitan Bolla, starszy oficer Regia Marina. Bolla ujawnił pozycje trzech pól minowych przy podejściu do portu i powiedział Brytyjczykom, że kanał wschód-północ od Ras Fatma jest czysty. 3/15 Pułk Pendżabski wziął w tej operacji 547 jeńców wraz z dwoma generałami i 35 Niemcami. 13 czerwca indyjski trawler „Parvati” uderzył w minę magnetyczną w pobliżu Assab i stał się ostatnią jednostką morską zniszczoną w tej kampanii.

### Kulkaber (Culqualber)

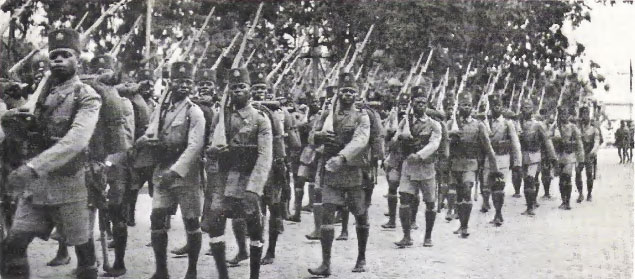
Żołnierze belgijskich wojsk kolonialnych Force Publique opuszczający Kongo, aby wziąć udział w kampanii wschodnioafrykańskiej

Ostatnie wojska włoskie w południowo-zachodniej Etiopii pod dowództwem generała Pietro Gazzery, gubernatora Galla-Sidamy oraz nowego pełniącego obowiązki wicekróla i generalnego gubernatora Włoskiej Afryki Wschodniej, stanęły w obliczu rosnących etiopskich sił nieregularnych, wskutek czego wiele jednostek kolonialnych po prostu rozeszło się po domach. 21 czerwca 1941 r. Gazzera opuścił Dżimmę, a po jego ucieczce poddało się około 15 000 żołnierzy. 3 lipca Włosi zostali odcięci przez siły Wolnej Belgii pod dowództwem generała dywizjia Auguste Gilliaerta, które pokonały wroga pod Asosa i Saïo. 6 lipca Gazzera i 2944 Włochów, 1535 żołnierzy kolonialnych oraz 2000 walczących po stronie włoskie bojowników oddziałów nieregularnych formalnie poddało się aliantom; 79. batalion kolonialny przeszedł na stronę Sprzymierzonych i został przemianowany na 79. batalion piechoty, podobnie jak kompania sił nieregularnych znana jako Wollo Banda.
Przełęcz Wolchefit to miejsce, którego opanowanie było potrzebne do rozpoczęcia ostatecznego ataku na Gondar, broniony przez garnizon składający się z około 4000 ludzi pod komendą pułkownika Mario Gonellego, rozmieszczony na linii obronnej o głębokości około 4,8 km. Warownia była oblegana od maja przez nieregularne siły etiopskie pod wodzą majora B. J. Ringrose'a, a 5 maja Włosi wycofali się z Amba Giorgis. Siły oblegające zostały później wzmocnione przez przybycie 3/14 Pułku Pendżabskiego z Brytyjskiej Armii Indyjskiej i elementy 12 Dywizji Afrykańskiej. Od maja do sierpnia 1941 r. przeprowadzono kilka ataków, kontrataków i lotów bojowych nad przełęczą. 28 września 1941 r., po stracie 950 żołnierzy i wyczerpaniu zapasów, Gonella wraz z 1629 włoskimi i 1450 etiopskimi żołnierzami poddał się 25 Brygadzie Wschodnioafrykańskiej pod dowództwem brygadiera W.A.L. Jamesa. Natychmiast po zakończeniu walk rozpoczęto prace przy naprawie drogi do Gondaru, pomimo jesiennych deszczów.

### Bitwa o Gondar
Gondar, stolica prowincji Begemder w północno-zachodniej Etiopii, leży około 190 km na zachód od Amba Alagi. Po kapitulacji Gazzery generał Guglielmo Nasi, pełniący obowiązki gubernatora Amhary, został nowym pełniącym obowiązki wicekróla i generalnego gubernatora Włoskiej Afryki Wschodniej. W Gondarze wojska Nasiego zmierzyły się z Brytyjczykami i rosnącą liczbą etiopskich bojowników, ale wytrzymały prawie siedem miesięcy. Podczas gdy Regia Aeronautica w Afryce Wschodniej została praktycznie zniszczona, włoscy piloci walczyli do końca. Po śmierci swojego dowódcy Tenente Malavolti 31 października, sierżant Giuseppe Mottet został ostatnim włoskim pilotem myśliwskim w Afryce Wschodniej, a 20 listopada wykonał ostatnią misję bojową Regia Aeronautica w tym regionie, atakując pozycje brytyjskiej artylerii w Culqualber swoim ostatnim CR.42 o numerze taktycznym MM4033. Mottet wystrzelił tylko jedną serię z działek swojego myśliwca, którą zabił podpułkownika Ormsby'ego. Po wylądowaniu Mottet zniszczył swój CR.42, by nie oddać go wrogowi, a następnie dołączył do naziemnych wojsk włoskich i walczył do kapitulacji jak żołnierz piechoty. 27 listopada generał Nasi poddał się wraz z 10 000 żołnierzy włoskich i 12 000 kolonialnych; straty brytyjskie wyniosły 32 zabitych, 182 rannych, 6 zaginionych i 15 zestrzelonych samolotów od 7 kwietnia. W 1949 roku Maravigna oszacował włoskie straty w Gondarze na 4000 zabitych oraz 8400 rannych i chorych.

## Następstwa

### Analiza
W 2016 roku Andrew Stewart napisał, że w wyniku brytyjskich porażek w Grecji i na Krecie kampania wschodnioafrykańska została przyćmiona, choć było to pierwsze zwycięstwo aliantów w II wojnie światowej. W 2004 roku amerykański historyk Douglas Porch napisał, że „perła faszystowskiego reżimu” przetrwała zaledwie pięć lat, a wyniki bojowe armii włoskiej nieco przewyższały te w Afryce Północnej, ale nadal zauważalny był bardzo niekorzystny stosunek jeńców do ofiar. Masowe dezercje z szeregów sił kolonialnych wskazywały na to, że faszystowski imperializm wywarł niewielkie wrażenie na społeczeństwie wschodnioafrykańskim. Włoska marynarka wojenna w Massawie wykazała „oszałamiający” brak energii i nie zablokowała brytyjskiego dostępu do Mombasy i Port Sudan, ani lądowania w Berberze. Armia włoska nie wykorzystała brytyjskich trudności z zaopatrzeniem i pozostawiła pełne magazyny zapasów do wykorzystania przez Brytyjczyków. Brytyjczycy wycofali 4 Dywizję Indyjską i dywizjony RAF-u do Afryki Północnej już w lutym 1941 r., pomimo pozostających wciąż pod Amba Alagi wojsk włoskich, które od 20 kwietnia do 15 maja były stale atakowane, aż do kapitulacji 19 maja.
Etiopia, oba Somali i Erytrea zostały podbite przez Brytyjczyków, a koniec zorganizowanego oporu włoskiego umożliwił zredukowanie sił alianckich w Afryce Wschodniej poprzez przeniesienie jednej dywizji południowoafrykańskiej i dwóch indyjskich do Egiptu, wraz z trzema myśliwskimi, dwoma bombowymi i jednym dywizjonem rozpoznawczym, a pod koniec maja przeniesiono kolejne dwie. 11 i 12 Dywizja Afrykańska pozostały na miejscu, wspierane przez sześć dywizjonów RAF i SAAF. Włosi w Galla-Sidamo i Gondarze zostali wkrótce pokonani, a ostateczna kapitulacja została przyjęta przez kontyngent belgijski z Konga. Mussolini obwinił za katastrofę „niedobór rasy włoskiej”, ale reżim faszystowski przetrwał utratę kolonii, a zwycięstwo Brytyjczyków miało niewielki wpływ na strategię Japonii na Dalekim Wschodzie. Po oczyszczeniu Morza Czerwonego i Zatoki Adeńskiej z sił Osi Roosevelt oświadczył 11 kwietnia 1941 r., że obszary te nie są już strefami walk, dzięki czemu amerykańskie statki handlowe mogły dopłynąć do Kanału Sueskiego, co pomogło poprawić sytuację zaopatrzeniową wojsk brytyjskich na Bliskim Wschodzie.

### Wywiad radiowy
Włosi wymienili swoje szyfry w Afryce Wschodniej w listopadzie 1940 r., ale pod koniec miesiąca GC&CS w Londynie i Biuro Szyfrów Bliskiego Wschodu (CBME) w Kairze złamały nowe szyfry Regio Esercito i Regia Aeronautica. Do 1941 r. złamano wystarczającą liczbę szyfrów niskiej jakości, aby poznać skład wojsk włoskich i ich sytuację zaopatrzeniową, zanim 19 stycznia 1941 r. rozpoczęła się brytyjska ofensywa. Włoskie uzależnienie od komunikacji bezprzewodowej, wykorzystującej częstotliwości, które dla Brytyjczyków były łatwe do podsłuchania, doprowadziło do prawdziwego zalewu informacji wywiadowczych, od codziennych raportów wicekróla, po plany operacyjne Regia Aeronautica i Regia Esercito dotyczące odwrotu z Keren. Zdarzało się, że brytyjscy dowódcy mieli tajne, włoskie wiadomości przed ich odbiorcami, a zastępca dyrektora wywiadu wojskowego w Kairze donosił później, że „nie uwierzy, aby jakiemukolwiek polowemu dowódcy armii [kiedykolwiek w historii] lepiej służył jego wywiad”.

### Straty
16 kwietnia 1941 r. władze Włoskiej Afryki Wschodniej zasygnalizowały Rzymowi, że w trakcie działań wojennych przed kapitulacją zginęło 426 oficerów, 703 zostało rannych, a 315 poszło do niewoli. Straty wśród podoficerów i szeregowców wyniosły 4785 zabitych, 6244 rannych i 15 871 wziętych do niewoli (włącznie). Straty wśród żołnierzy kolonialnych to 11 755 zabitych, 18 151 rannych i 3076 wziętych do niewoli przed kapitulacją; dane Truppi coloniale nie obejmowały sił na froncie Giuba i froncie wschodnim. Z 350 000 żołnierzy dostępnych w czerwcu 1940 r. do operacji wojskowych we Włoskiej Afryce Wschodniej tylko ok. 80 000 pozostało w garnizonach w pobliżu Gondaru i siedmiu dywizjach kolonialnych w Galla-Sidamo w maju 1941 r. Najwięcej ofiar wśród żołnierzy włoskich i kolonialnych padło po kwietniu 1941 r. w operacjach w Amba Alagi (3500 ofiar), Kulkaber/Culqualber (1003 zabitych i 804 rannych) i Gondarze (4000 zabitych oraz 8400 rannych i chorych). W 1959 r. Ian Stanley Ord Playfair, oficjalny historyk brytyjski, odnotował, że od czerwca 1940 r. do maja 1941 r. siły wschodnioafrykańskie poniosły 1154 straty bojowe i odnotowały 74 550 zachorowań lub wypadków, w tym 10 000 na czerwonkę i kolejne 10 000 na malarię, z których 744 było śmiertelnych. RAF stracił 138 samolotów; lotnictwo Wolnej Francji dwie maszyny Martin Marylands . Regia Aeronautica straciła 250 z 325 samolotów, które stacjonowały we Włoskiej Afryce Wschodniej, kiedy wybuchła wojna, a 75 doleciało do tego regionu w czasie trwania kampanii. Belgijskie Force Publique straciły 462 ofiary śmiertelne łącznie.

### Kolejne operacje

#### Partyzantka

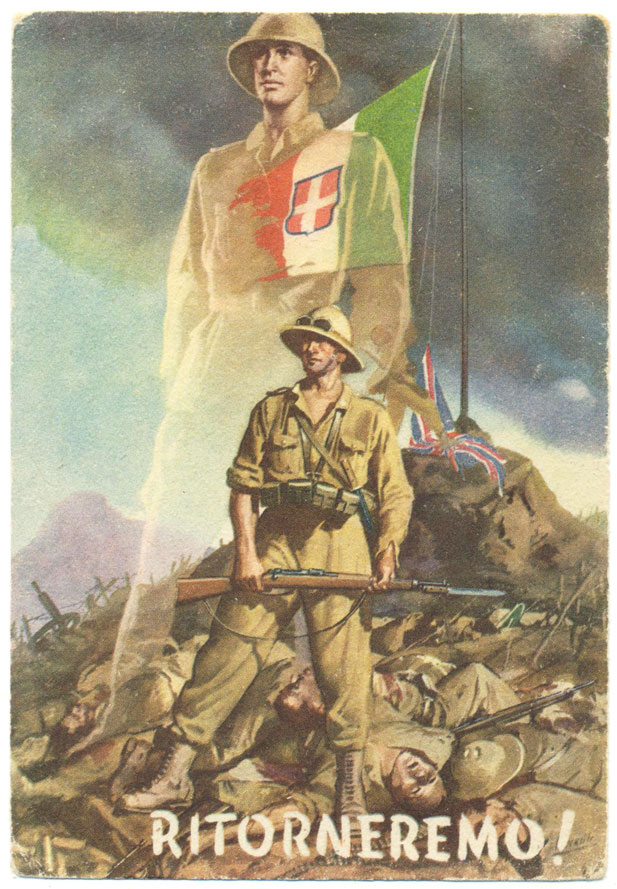
Plakat propagandowy z 1941 r. wzywający Włochów do pomszczenia klęski w Afryce Wschodniej

Do 27 listopada 1941 roku dwie dywizje afrykańskie zneutralizowały dwa największe zgrupowania włoskich maruderów, którzy nie poszli do niewoli po kapitulacji Włoskiej Afryki Wschodniej. Od końca 1941 do września 1943 r. jeszcze ok. 7000 żołnierzy w rozproszonych oddziałach włoskich walczyło w wojnie partyzanckiej od pustyń Erytrei i Somalii po lasy i góry Etiopii. Podobno robili to w nadziei, że wiążąc walką siły alianckie pomagają Niemcom i Włochom w Egipcie (lub nawet Japończykom w Indiach). Amedeo Guillet był jednym z włoskich oficerów, którzy dowodzili partyzantami w Etiopii. Innym godnym uwagi przywódcą partyzantki był Hamid Idris Awate, ojciec-założyciel Erytrejskiego Frontu Wyzwolenia, który uważał zwierzchnictwo włoskie za mniejsze zło dla swojego kraju niż ponowne wcielenie go do Etiopii.
Innymi włoskimi oficerami-partyzantami byli kapitan Francesco De Martini w Erytrei, pułkownik Calderari w zachodniej Etiopii i Somalii, pułkownik Di Marco w Ogadenie, czy major Lucchetti w Etiopii. Cywile również brali udział w ruchu oporu: w sierpniu 1942 r. siły włoskiej partyzantki dowodzone przez doktor Rosę Dainelli sabotowały główne brytyjskie składowisko amunicji w Addis Abebie. Działania wojenne w Afryce Wschodniej oficjalnie ustały 9 września 1943 r., kiedy rząd włoski podpisał zawieszenie broni z aliantami. Mimo to ok. 3000 włoskich żołnierzy kontynuowało wojnę partyzancką do października 1943 r., ponieważ nie wiedzieli o kapitulacji Włoch.

### Dzieje powojenne
W styczniu 1942 r., wraz z ostateczną kapitulacją Włochów, Brytyjczycy pod naciskiem Amerykanów podpisali tymczasowe porozumienie anglo-etiopskie z cesarzem Selassie, uznające suwerenność Etiopii. Makonnen Endelkachew został premierem nowego państwa, a 19 grudnia 1944 r. podpisano ostateczną umowę anglo-etiopską. Erytrea na ten czas znalazła się pod brytyjską administracją wojskową, a w 1950 roku stała się częścią Etiopii. Po 1945 roku Wielka Brytania kontrolowała oba Somali jako protektoraty. W listopadzie 1949 roku Organizacja Narodów Zjednoczonych przyznała Włochom powiernictwo dawnego Somali Włoskiego, pod warunkiem, że Somalia uzyska niepodległość w ciągu dziesięciu lat. Somali Brytyjskie uzyskało niepodległość w dniu 26 czerwca 1960 r. jako państwo Somaliland. Terytorium powiernicze Somalii (byłe Somali Włoskie) uzyskało niepodległość w dniu 1 lipca 1960 r., a terytoria obu Somali zostały zjednoczone jako Republika Somalii.